# 池田町 (岐阜県)

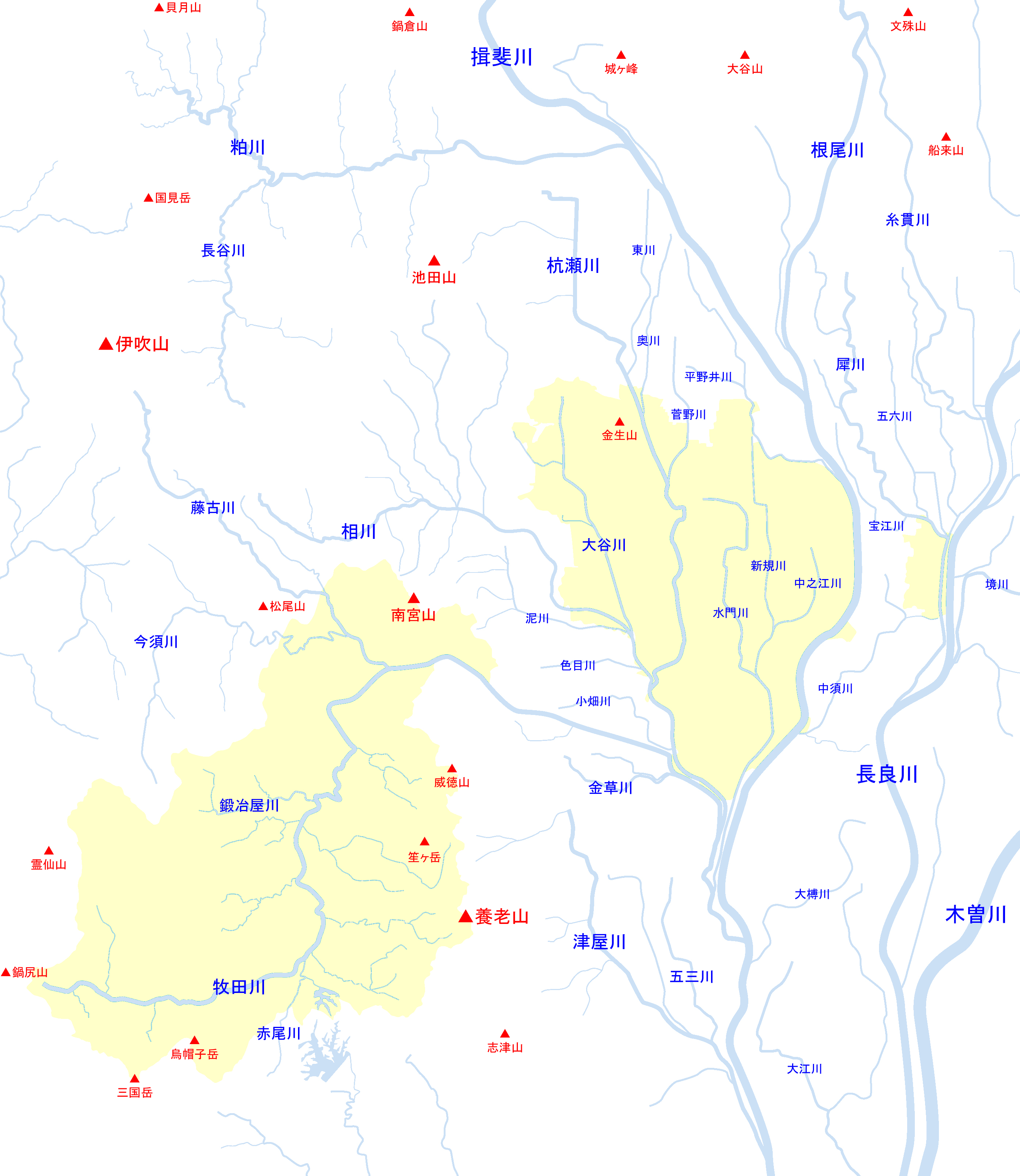
大垣市周辺河川の位置関係図

池田町（いけだちょう）は、岐阜県揖斐郡に属している町。西濃地域に含まれる。

## 概要
池田町は木曽三川によって形成された広大な濃尾平野の北西部に位置する。西に924 mの池田山を背負い、山地の総面積は町の総面積の3分の1にも及ぶ。平野部には、一級河川の粕川と揖斐川が町の北側から東側を囲むように流れ、その他4つの川が町内を流れており、豊かな自然を有している。
町の中央部には、国道417号及び養老鉄道養老線が南北に縦走しており、国道沿いには商店街や商業施設、民家が建ち並ぶ。また国道を通じて大垣市には12 km、同じく岐阜市へは20 kmで到達する。さらに南部には、主要地方道である岐阜関ヶ原線があり、梅谷片山トンネルの開通により、東西の交通の要となっている。加え、岐阜県第2の都市である大垣市に隣接し、郊外型の町として発展してきた。
池田町には1万年以上前から人が生活していた歴史があり、旧石器時代までさかのぼる。その後の各時代もたくさんの遺跡が知られており、特に古墳時代では県内有数の古墳密集地として有名で、中世には土岐、稲葉、国枝氏らが城を築いた。

## 地理
町の東側を揖斐川が流れ、西側は山地となっている。山麓では、池田山からの土石流由来の扇状地が多々みられ、平野部には緩やかな揖斐川扇状地が広がり、南下には広大な濃尾平野が広がる。
池田山の東側に広がる丘陵地（山麓）は扇状地により水はけが良く、東向き斜面で日差しを良く受け、気流の流れがいいため霜が降りにくい。冬季には池田山を越え伊吹おろしがよく吹く。また池田山は、揖斐川伏流水が湧き出ており、茶業が盛んに行われている。よって、「揖斐茶」が特産品である。
池田町での「茶」は室町時代からの長い歴史を持っている。姫路城を築いた池田輝政の父恒興の墓を代々守ってきた龍徳寺が、池田家に献上してきたのが池田のお茶で、元々は薬としても生産されていた。1793年に揖斐郡六之井出身の五十川兵治郎が、宇治から茶師を呼び寄せて、池田町のお茶を煎茶として本格的に生産し始めた。その後、1822年に東野村の今西判左衛門が和紙を使った製茶法を、池田のお茶にも導入し甘みのある良茶が製造されるようになった。江戸時代には幕府お墨付きの「江戸幕府御用番茶」を申し付けられたとも言われている。さらに江戸末期から明治初期にかけて、五十川源左衛門が、日本で初めて茶業組合を作り製法・品種の改良を進めた。昭和30年代半ばには、ブルドーザーによる茶園造形が進行し基板が完成した。茶農業改良クラブ結成、揖斐茶共販所開成、関西茶品評会も何回か開催された。その後1964年の農業構造改善事業により、1969年に願成寺地区に全国初のスプリンクラーで散水する茶園の灌漑施設が完成。その後、県農業試験場茶試験地が設置。1975年には、緑茶工場である美濃西部茶生産組合が設立。1984年には、大型共同緑茶加工施設である”農事組合法人 池田第一茶生産組合”が結成した。なお、1976年に美濃いび茶振興会が結成し、池田のお茶は「いび茶」ブランドに統一した。現在も、瑞草園など数多くの製茶会社が存在する。
海抜923.9 mの池田山は、ハンググライダーやパラグライダーなどが盛んに行われている。そのため、「スカイスポーツのメッカ」と親しまれている。また、岐阜県の中で最も有名な夜景スポットとの1つとしても知られており、「夜景100選」に選ばれている。また、「ぎふ百山」にも選ばれている。

### 地形

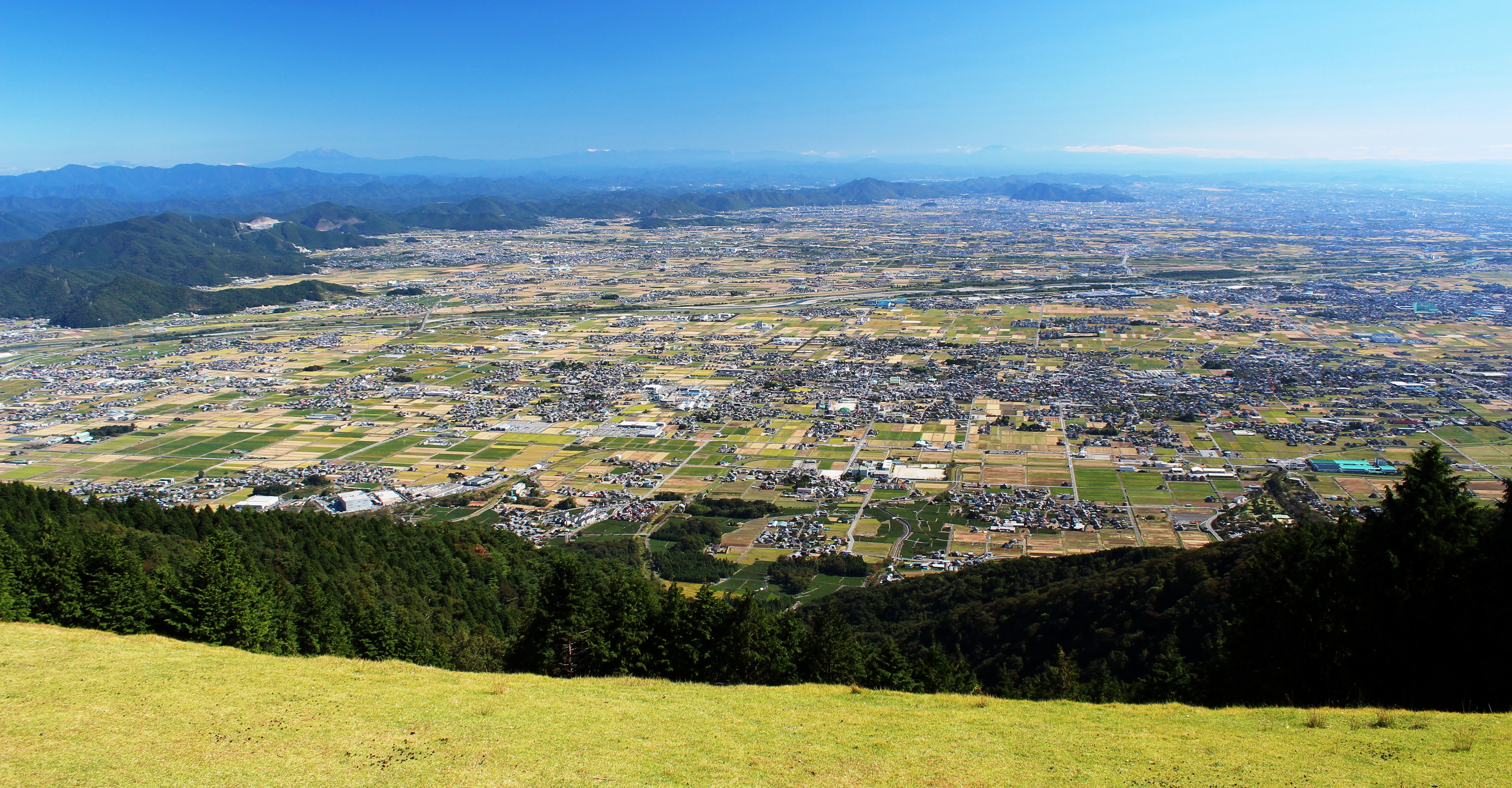
池田山から望む池田町

標高
29.236 m
山
池田山
金生山
地質
池田山 - 古生層
池田山麓 - 洪積層
その他 - 沖積層
断層
根尾谷断層
関ヶ原断層
養老断層
池田山断層 - 町を縦断する断層
河川
揖斐川
杭瀬川
東川
粕川
深町川
中川

### 気候
太平洋側気候に属し、夏期は南寄りの季節風の影響を受け温暖多湿である。 冬期は飛騨地方と比べ積雪は少ないが、寒暖の差が激しい盆地特有の気候となる。なお「池田山に3回雪が積もると、麓にも雪が降りはじめる」と言う言い伝えが池田町にはある。
(2025年現在)
- 年間降水量 - 2348.0 mm
- 降水日数 - 132日
- 平均気温 - 12.7度

### 隣接している自治体
北は揖斐川町、南は大垣市、西は垂井町、東は神戸町、北東には大野町が隣接している。なお、揖斐郡春日村が平成の大合併による廃止まで北西に隣接していた。

## 歴史

### 行政の沿革
- 1950年（昭和25年）8月1日 - 揖斐郡本郷村と、北平野村の白鳥を編入した池田村が合併して温知村が発足。
- 1954年（昭和29年）5月1日 - 温知村が町制施行・改称して揖斐郡池田町が発足。
- 1955年（昭和30年）4月1日 - 池田町、八幡村、宮地村が合併し、改めて揖斐郡池田町が成立。
- 1956年（昭和31年）
  - 3月 - 南市橋地区が赤坂町へ分離。
  - 9月30日 - 養基村の一部（田中、粕河原、沓井）を編入。
- 2003年（平成15年）2月 - 大垣市、垂井町、養老町などとの大型中核市合併を話合う西濃圏域合併協議会が発足。
- 2004年（平成16年）12月 - 西濃圏域合併協議会から離脱。
- 2005年（平成17年）1月23日 - 合併に関する住民意向調査投票。結果は単独存続が多数を占めた。

### 変遷表
| 明治元年          | 明治7年 9月                      | 明治8年 10月                   | 明治9年                          | 明治12年 2月18日 郡区町村 編成法施行 | 明治22年 4月1日 町村制施行 | 明治30年 4月1日 揖斐郡発足 | 昭和25年 4月1日                      | 昭和25年 8月1日               | 昭和29年 5月1日                        | 昭和30年 4月1日               | 昭和31年 4月1日 -9月30日                                   | 昭和42年 9月1日              | 現在            |
| ----------------- | -------------------------------- | ------------------------------ | -------------------------------- | ------------------------------------ | -------------------------- | -------------------------- | ------------------------------------ | ----------------------------- | -------------------------------------- | ----------------------------- | ---------------------------------------------------------- | ---------------------------- | --------------- |
| 池田郡 脛永村     | 池田郡 脛永村                    | 池田郡 脛永村                  | 池田郡 脛永村                    | 池田郡 脛永村                        | 池田郡 脛永村              | 揖斐郡 養基村              | 揖斐郡 養基村                        | 揖斐郡 養基村                 | 揖斐郡 養基村                          | 揖斐郡 養基村                 | 昭和31年 9月30日 揖斐郡 揖斐川町 に編入                    | 揖斐郡 揖斐川町              | 揖斐郡 揖斐川町 |
| 池田郡 田中村     | 池田郡 田中村                    | 池田郡 田中村                  | 池田郡 田中村                    | 池田郡 田中村                        | 池田郡 田中村              | 揖斐郡 養基村              | 揖斐郡 養基村                        | 揖斐郡 養基村                 | 揖斐郡 養基村                          | 揖斐郡 養基村                 | 昭和31年 9月30日 揖斐郡 池田町 に編入                      | 揖斐郡 池田町                | 揖斐郡 池田町   |
| 池田郡 粕河原新田 | 池田郡 粕河原新田                | 池田郡 粕河原新田              | 明治9年 5月 改称 池田郡 粕河原村 | 池田郡 粕河原村                      | 池田郡 粕河原村            | 揖斐郡 養基村              | 揖斐郡 養基村                        | 揖斐郡 養基村                 | 揖斐郡 養基村                          | 揖斐郡 養基村                 | 昭和31年 9月30日 揖斐郡 池田町 に編入                      | 揖斐郡 池田町                | 揖斐郡 池田町   |
| 池田郡 沓井村     | 池田郡 沓井村                    | 池田郡 沓井村                  | 池田郡 沓井村                    | 池田郡 沓井村                        | 池田郡 沓井村              | 揖斐郡 養基村              | 揖斐郡 養基村                        | 揖斐郡 養基村                 | 揖斐郡 養基村                          | 揖斐郡 養基村                 | 昭和31年 9月30日 揖斐郡 池田町 に編入                      | 揖斐郡 池田町                | 揖斐郡 池田町   |
| 池田郡 本郷村     | 池田郡 本郷村                    | 池田郡 本郷村                  | 池田郡 本郷村                    | 池田郡 本郷村                        | 池田郡 本郷村              | 揖斐郡 本郷村              | 揖斐郡 本郷村                        | 昭和25年 8月1日 揖斐郡 温知村 | 昭和29年 5月1日 町制改称 揖斐郡 池田町 | 昭和30年 4月1日 揖斐郡 池田町 | 揖斐郡 池田町                                              | 揖斐郡 池田町                | 揖斐郡 池田町   |
| 池田郡 藤代村     | 池田郡 藤代村                    | 池田郡 藤代村                  | 池田郡 藤代村                    | 池田郡 藤代村                        | 池田郡 藤代村              | 揖斐郡 本郷村              | 揖斐郡 本郷村                        | 昭和25年 8月1日 揖斐郡 温知村 | 昭和29年 5月1日 町制改称 揖斐郡 池田町 | 昭和30年 4月1日 揖斐郡 池田町 | 揖斐郡 池田町                                              | 揖斐郡 池田町                | 揖斐郡 池田町   |
| 池田郡 萩原村     | 池田郡 萩原村                    | 池田郡 萩原村                  | 池田郡 萩原村                    | 池田郡 萩原村                        | 池田郡 萩原村              | 揖斐郡 本郷村              | 揖斐郡 本郷村                        | 昭和25年 8月1日 揖斐郡 温知村 | 昭和29年 5月1日 町制改称 揖斐郡 池田町 | 昭和30年 4月1日 揖斐郡 池田町 | 揖斐郡 池田町                                              | 揖斐郡 池田町                | 揖斐郡 池田町   |
| 池田郡 青柳村     | 池田郡 青柳村                    | 池田郡 青柳村                  | 池田郡 青柳村                    | 池田郡 青柳村                        | 池田郡 青柳村              | 揖斐郡 本郷村              | 揖斐郡 本郷村                        | 昭和25年 8月1日 揖斐郡 温知村 | 昭和29年 5月1日 町制改称 揖斐郡 池田町 | 昭和30年 4月1日 揖斐郡 池田町 | 揖斐郡 池田町                                              | 揖斐郡 池田町                | 揖斐郡 池田町   |
| 池田郡 田畑村     | 池田郡 田畑村                    | 池田郡 田畑村                  | 池田郡 田畑村                    | 池田郡 田畑村                        | 池田郡 田畑村              | 揖斐郡 本郷村              | 揖斐郡 本郷村                        | 昭和25年 8月1日 揖斐郡 温知村 | 昭和29年 5月1日 町制改称 揖斐郡 池田町 | 昭和30年 4月1日 揖斐郡 池田町 | 揖斐郡 池田町                                              | 揖斐郡 池田町                | 揖斐郡 池田町   |
| 池田郡 草深村     | 池田郡 草深村                    | 池田郡 草深村                  | 池田郡 草深村                    | 池田郡 草深村                        | 池田郡 草深村              | 揖斐郡 本郷村              | 揖斐郡 本郷村                        | 昭和25年 8月1日 揖斐郡 温知村 | 昭和29年 5月1日 町制改称 揖斐郡 池田町 | 昭和30年 4月1日 揖斐郡 池田町 | 揖斐郡 池田町                                              | 揖斐郡 池田町                | 揖斐郡 池田町   |
| 池田郡 山洞村     | 池田郡 山洞村                    | 池田郡 山洞村                  | 池田郡 山洞村                    | 池田郡 山洞村                        | 池田郡 山洞村              | 揖斐郡 本郷村              | 揖斐郡 本郷村                        | 昭和25年 8月1日 揖斐郡 温知村 | 昭和29年 5月1日 町制改称 揖斐郡 池田町 | 昭和30年 4月1日 揖斐郡 池田町 | 揖斐郡 池田町                                              | 揖斐郡 池田町                | 揖斐郡 池田町   |
| 池田郡 小寺村     | 池田郡 小寺村                    | 池田郡 小寺村                  | 池田郡 小寺村                    | 池田郡 小寺村                        | 池田郡 小寺村              | 揖斐郡 本郷村              | 揖斐郡 本郷村                        | 昭和25年 8月1日 揖斐郡 温知村 | 昭和29年 5月1日 町制改称 揖斐郡 池田町 | 昭和30年 4月1日 揖斐郡 池田町 | 揖斐郡 池田町                                              | 揖斐郡 池田町                | 揖斐郡 池田町   |
| 池田郡 池田野新田 | 池田郡 池田野新田                | 明治9年 5月 改称 池田郡 池野村 | 池田郡 池野村                    | 池田郡 池野村                        | 池田郡 池野村              | 揖斐郡 池田村              | 揖斐郡 池田村                        | 昭和25年 8月1日 揖斐郡 温知村 | 昭和29年 5月1日 町制改称 揖斐郡 池田町 | 昭和30年 4月1日 揖斐郡 池田町 | 揖斐郡 池田町                                              | 揖斐郡 池田町                | 揖斐郡 池田町   |
| 池田郡 東野村     | 明治7年 9月 改称 池田郡 下東野村 | 池田郡 下東野村                | 池田郡 下東野村                  | 池田郡 下東野村                      | 池田郡 下東野村            | 揖斐郡 池田村              | 揖斐郡 池田村                        | 昭和25年 8月1日 揖斐郡 温知村 | 昭和29年 5月1日 町制改称 揖斐郡 池田町 | 昭和30年 4月1日 揖斐郡 池田町 | 揖斐郡 池田町                                              | 揖斐郡 池田町                | 揖斐郡 池田町   |
| 池田郡 上田村     | 池田郡 上田村                    | 池田郡 上田村                  | 池田郡 上田村                    | 池田郡 上田村                        | 池田郡 上田村              | 揖斐郡 池田村              | 揖斐郡 池田村                        | 昭和25年 8月1日 揖斐郡 温知村 | 昭和29年 5月1日 町制改称 揖斐郡 池田町 | 昭和30年 4月1日 揖斐郡 池田町 | 揖斐郡 池田町                                              | 揖斐郡 池田町                | 揖斐郡 池田町   |
| 池田郡 砂畑村     | 池田郡 砂畑村                    | 池田郡 砂畑村                  | 池田郡 砂畑村                    | 池田郡 砂畑村                        | 池田郡 砂畑村              | 揖斐郡 池田村              | 揖斐郡 池田村                        | 昭和25年 8月1日 揖斐郡 温知村 | 昭和29年 5月1日 町制改称 揖斐郡 池田町 | 昭和30年 4月1日 揖斐郡 池田町 | 揖斐郡 池田町                                              | 揖斐郡 池田町                | 揖斐郡 池田町   |
| 池田郡 六之井村   | 池田郡 六之井村                  | 池田郡 六之井村                | 池田郡 六之井村                  | 池田郡 六之井村                      | 池田郡 六之井村            | 揖斐郡 池田村              | 揖斐郡 池田村                        | 昭和25年 8月1日 揖斐郡 温知村 | 昭和29年 5月1日 町制改称 揖斐郡 池田町 | 昭和30年 4月1日 揖斐郡 池田町 | 揖斐郡 池田町                                              | 揖斐郡 池田町                | 揖斐郡 池田町   |
| 大野郡 杉野村     | 大野郡 杉野村                    | 大野郡 杉野村                  | 大野郡 杉野村                    | 大野郡 杉野村                        | 大野郡 杉野村              | 揖斐郡 池田村              | 揖斐郡 池田村                        | 昭和25年 8月1日 揖斐郡 温知村 | 昭和29年 5月1日 町制改称 揖斐郡 池田町 | 昭和30年 4月1日 揖斐郡 池田町 | 揖斐郡 池田町                                              | 揖斐郡 池田町                | 揖斐郡 池田町   |
| 安八郡 白鳥村     | 安八郡 白鳥村                    | 安八郡 白鳥村                  | 安八郡 白鳥村                    | 安八郡 白鳥村                        | 安八郡 白鳥村              | 安八郡 北平野村 の一部     | 昭和25年 4月1日 揖斐郡 池田村 に編入 | 昭和25年 8月1日 揖斐郡 温知村 | 昭和29年 5月1日 町制改称 揖斐郡 池田町 | 昭和30年 4月1日 揖斐郡 池田町 | 揖斐郡 池田町                                              | 揖斐郡 池田町                | 揖斐郡 池田町   |
| 池田郡 宮地村     | 池田郡 宮地村                    | 池田郡 宮地村                  | 池田郡 宮地村                    | 池田郡 宮地村                        | 池田郡 宮地村              | 揖斐郡 宮地村              | 揖斐郡 宮地村                        | 揖斐郡 宮地村                 | 昭和29年 5月1日 町制改称 揖斐郡 池田町 | 昭和30年 4月1日 揖斐郡 池田町 | 揖斐郡 池田町                                              | 揖斐郡 池田町                | 揖斐郡 池田町   |
| 池田郡 小牛村     | 池田郡 小牛村                    | 池田郡 小牛村                  | 池田郡 小牛村                    | 池田郡 小牛村                        | 池田郡 小牛村              | 揖斐郡 宮地村              | 揖斐郡 宮地村                        | 揖斐郡 宮地村                 | 昭和29年 5月1日 町制改称 揖斐郡 池田町 | 昭和30年 4月1日 揖斐郡 池田町 | 揖斐郡 池田町                                              | 揖斐郡 池田町                | 揖斐郡 池田町   |
| 池田郡 願成寺村   | 池田郡 願成寺村                  | 池田郡 願成寺村                | 池田郡 願成寺村                  | 池田郡 願成寺村                      | 池田郡 願成寺村            | 揖斐郡 宮地村              | 揖斐郡 宮地村                        | 揖斐郡 宮地村                 | 昭和29年 5月1日 町制改称 揖斐郡 池田町 | 昭和30年 4月1日 揖斐郡 池田町 | 揖斐郡 池田町                                              | 揖斐郡 池田町                | 揖斐郡 池田町   |
| 池田郡 般若畑村   | 池田郡 般若畑村                  | 池田郡 般若畑村                | 池田郡 般若畑村                  | 池田郡 般若畑村                      | 池田郡 般若畑村            | 揖斐郡 宮地村              | 揖斐郡 宮地村                        | 揖斐郡 宮地村                 | 昭和29年 5月1日 町制改称 揖斐郡 池田町 | 昭和30年 4月1日 揖斐郡 池田町 | 揖斐郡 池田町                                              | 揖斐郡 池田町                | 揖斐郡 池田町   |
| 池田郡 段村       | 池田郡 段村                      | 池田郡 段村                    | 池田郡 段村                      | 池田郡 段村                          | 池田郡 段村                | 揖斐郡 宮地村              | 揖斐郡 宮地村                        | 揖斐郡 宮地村                 | 昭和29年 5月1日 町制改称 揖斐郡 池田町 | 昭和30年 4月1日 揖斐郡 池田町 | 揖斐郡 池田町                                              | 揖斐郡 池田町                | 揖斐郡 池田町   |
| 池田郡 船子村     | 池田郡 船子村                    | 池田郡 船子村                  | 池田郡 船子村                    | 池田郡 船子村                        | 池田郡 船子村              | 揖斐郡 宮地村              | 揖斐郡 宮地村                        | 揖斐郡 宮地村                 | 昭和29年 5月1日 町制改称 揖斐郡 池田町 | 昭和30年 4月1日 揖斐郡 池田町 | 揖斐郡 池田町                                              | 揖斐郡 池田町                | 揖斐郡 池田町   |
| 池田郡 八幡村     | 池田郡 八幡村                    | 池田郡 八幡村                  | 池田郡 八幡村                    | 池田郡 八幡村                        | 池田郡 八幡村              | 揖斐郡 八幡村              | 揖斐郡 八幡村                        | 揖斐郡 八幡村                 | 昭和29年 5月1日 町制改称 揖斐郡 池田町 | 昭和30年 4月1日 揖斐郡 池田町 | 揖斐郡 池田町                                              | 揖斐郡 池田町                | 揖斐郡 池田町   |
| 池田郡 片山村     | 池田郡 片山村                    | 明治8年 10月 池田郡 片山村     | 池田郡 片山村                    | 池田郡 片山村                        | 池田郡 片山村              | 揖斐郡 八幡村              | 揖斐郡 八幡村                        | 揖斐郡 八幡村                 | 昭和29年 5月1日 町制改称 揖斐郡 池田町 | 昭和30年 4月1日 揖斐郡 池田町 | 揖斐郡 池田町                                              | 揖斐郡 池田町                | 揖斐郡 池田町   |
| 池田郡 江渡村     | 池田郡 江渡村                    | 明治8年 10月 池田郡 片山村     | 池田郡 片山村                    | 池田郡 片山村                        | 池田郡 片山村              | 揖斐郡 八幡村              | 揖斐郡 八幡村                        | 揖斐郡 八幡村                 | 昭和29年 5月1日 町制改称 揖斐郡 池田町 | 昭和30年 4月1日 揖斐郡 池田町 | 揖斐郡 池田町                                              | 揖斐郡 池田町                | 揖斐郡 池田町   |
| 市橋村            | 市橋村                           | 市橋村                         | 市橋村                           | 市橋村                               | 市橋村 の北部              | 揖斐郡 八幡村              | 揖斐郡 八幡村                        | 揖斐郡 八幡村                 | 昭和29年 5月1日 町制改称 揖斐郡 池田町 | 昭和30年 4月1日 揖斐郡 池田町 | 揖斐郡 池田町                                              | 揖斐郡 池田町                | 揖斐郡 池田町   |
| 市橋村            | 市橋村                           | 市橋村                         | 市橋村                           | 市橋村                               | 市橋村 の南部              | 揖斐郡 八幡村              | 揖斐郡 八幡村                        | 揖斐郡 八幡村                 | 昭和29年 5月1日 町制改称 揖斐郡 池田町 | 昭和30年 4月1日 揖斐郡 池田町 | 昭和31年 4月1日 旧・市橋村 の南市橋が 不破郡 赤坂町 に編入 | 昭和42年 9月1日 大垣市に編入 | 大垣市          |

### 主な出来事
近代以前
- 旧石器時代
  - 現在の池田町域に人が生活し始める。

- 縄文時代
  - 狩猟や採集適した池田山麓で生活し始める。なお、池田山山麓を中心に、段原遺跡・舟子遺跡など縄文時代の遺跡が多数現存する。

- 弥生時代
  - 平野部で生活を始める。なお、平野部を中心に、高畑遺跡・深谷遺跡など弥生時代の遺跡が現存する。

- 古墳時代
  - 5世紀後半より池田町一帯に古墳がつくられ始める。なお、願成寺西墳之越古墳群・白山古墳群などの遺跡が現存する。
  - 池田町域が、壬申の乱で、乱に勝利した大海人皇子側の重要な戦力となった地域、「安八郡湯沐邑」の中心になる。

- 奈良時代
  - 願成寺西墳之越古墳群の終焉となる。なお、最後の古墳は8世紀前半で火葬した骨を壷に納めた物となっており仏教の影響を受けていた。

- 平安時代
  - 律令制の崩壊とともに、荘園の「泉江荘」と、「池田荘」が台頭する。

- 室町時代（南北朝時代）
  - 5代目美濃国守護の土岐頼忠が、本郷城を築城する。以降、土岐氏が勢力を持ち始める。
  - 土岐氏に変わり勢力をつけた国枝氏の国枝為助が、太郎ヶ城を築城する。その後、本郷城の改修及び城下整備、市場開設の奨励等地域の発展を行う。
  - 稲葉通貞が、小寺城を築城する。
  - 国枝氏が、関ヶ原の戦いで西軍について敗戦、城・城下町ともに焼き払われる。
  - 池田浄蓮右馬次郎が草深上連馬に、池田城を築城する。

- 戦国時代
  - 不破光治が片山城を築城する。

- 江戸時代
  - 尾張藩領、大垣藩領、天領に分かれる。
  - 杭瀬川で、水路による貨物輸送が始まる。
  - 1776年 - 池田の農民が盛枡騒動を起こす。

近代
- 1972年（明治5年） - 是不農舎が開校。町内で初めての学校であった。
- 1873年（明治6年） - 温知舎、修道舎が開校。
- 1877年（明治10年） - 栄盛学校が開校。
- 1879年（明治12年） - 西濃地方にコレラが流行。
- 1882年（明治15年） - 本郷に郵便局が開局。
- 1884年（明治17年） - 池野に 市（現:池野商店街）が誕生。
- 1891年（明治24年）10月28日 - 濃尾大地震が起こる。この際、学校が全て倒壊し校舎を新しく建て変えた。
- 1892年（明治25年頃） - 大場倉蔵が市橋港を開設。
- 1911年（明治44年） - 同地域で、電話が開通となる。なお、初めは6軒のみだった。

近現代
- 1913年（大正2年） - 大垣・池野間で、汽車が運行開始する。初代 養老鉄道による開通だった。同年に、池野駅が誕生。
- 1920年（大正9年） - 美濃本郷駅誕生。
- 1923年（大正12年） - 池田町内で揖斐川およびその支川の、木曽川上流改修工事が開始。
- 1946年（昭和21年） - 温知新生診療所が開設。
- 1947年（昭和22年） - 揖南中学校が開校。岐阜県第1区 (中選挙区) が設置。
- 1948年（昭和23年） - 揖斐高等学校南部分校が開校する。
- 1952年（昭和27年） - 温知小学校で給食が開始。町内初の給食化だった。また、八幡小・宮地小が1956年、養基小が1963年に開始。
- 1954年（昭和29年） - 北池野駅が開駅する。
- 1956年（昭和34年） - 伊勢湾台風の影響を受ける。同年に、大垣・揖斐間に道路が完成する（現：国道417号）
- 1965年（昭和40年） - 池田町有線放送電話農業協同組合により、池田町有線放送が開始。
- 1968年（昭和43年） - 3月1日に市町村章を制定。
- 1974年（昭和49年） - 勤労福祉センター開設。
- 1975年（昭和50年） - 川口屋スーパーチェン池田店が開店。
- 1979年（昭和54年） - 東公民館、池田町保健センター開設。同年、池田山山頂道路が開通する。
- 1980年（昭和55年） - 養基公民館が開設。池田小学校が開校する。
- 1981年（昭和56年） - 池田町中央公民館が開設。
- 1982年（昭和57年） - 西公民館、宮地公民館が開設。同年、大垣・揖斐間の道路（大垣揖斐川線）が国道417号に指定執行する。
- 1983年（昭和58年） - 八幡公民館が開設。
- 1984年（昭和59年） - 池田高等学校が開校する。フードセンター富田屋池田店が開店する。
- 1985年（昭和60年） - 町民憲章を定める。同年、池田町役場が現在の位置に移動。老人福祉センター開設。全国池田サミット開始。
- 1987年（昭和62年） - 中公民館が開設。同年、三町大橋が完成する。池田町社会福祉協議会が設立。
- 1988年（昭和63年） - ヤナゲン池田店が開店。

現代
- 1990年（平成2年） - 池田町総合体育館、霞間ヶ渓スポーツ公園が開設。
- 1994年（平成6年） - 町の水道工事が終了。同町の、水道網が完成。岐阜県第2区が設置。
- 1995年（平成7年） - 池田町青少年研修施設が完成。
- 1996年（平成8年） - 池田町図書館、グリーンセラ池田温泉が開設。同年、サンビレッジ福祉専門学校が開校。
- 1997年（平成9年） - 横浜市とさくら交流が始まる。マックスバリュ岐阜池田店と、メガマート岐阜池田店が開店する。
- 2001年（平成13年） - 池田町霞間ケ渓さくら会館が開館する。
- 2002年（平成14年） - 東海豪雨による大きな被害が出る。下八幡・片山南・市橋の杭瀬川左岸の住宅と田畑が増水で被害を受ける。同年に、ISO 14001号の認証を取得する。
- 2003年（平成15年） - 池田浄化センターが開設。同年、池田町図書館の利用者100万人達成。
- 2004年（平成16年） - スーパー三心池田店が開店する。
- 2005年（平成17年） - 温知保育園、子育て支援センター移転改築が完成する。同年、温知・池田・養基児童館が開設。
- 2006年（平成18年） - バロー池田店が開店する。
- 2008年（平成20年） - 平成20年8月末豪雨による大きな被害発生。霞間ヶ渓の大部分が崩れ落ち、土砂や流木が流出する。
- 2009年（平成21年） - ゲンキー池田店が開店する。
- 2011年（平成23年） - 道の駅池田温泉が開店する。池田町コミュニティバス運行開始。マックスバリュ岐阜池田店と、メガマート岐阜池田店が閉店し、ザ・ビッグエクストラ岐阜池田店が開店する。
- 2012年（平成24年） - ぎふ清流国体のバドミントン競技が、池田町総合体育館で行われる。池田温泉新館が新改築する。池田町まちづくり条例が施行。
- 2014年（平成26年） - 町のマスコットキャラクター「ちゃちゃまる」誕生。
- 2017年（平成29年） - 台風21号による被害が生じる。家屋の破損、木造建築の倒壊など被害が生じた。同年、池田町・大野町共同学校給食センターが完成する。養老鉄道存続が決定。
- 2018年（平成30年） - スーパー三心池田店が閉店する。
- 2020年（令和2年） - ドラッグユタカ池田中央店が閉店する。
- 2021年（令和3年） - 防災ラジオ貸与事業の開始。同年、池田町タクシー利用助成事業も開始する。
- 2022年（令和4年） - 池田町子育て・就労応援センターが完成。
- 2023年（令和5年） - 池田町コミュニティバス運行終了。同年、池田町タクシー利用助成事業が「いけタク」に改正する。
- 2024年（令和6年）8月31日 - 台風10号の接近に伴う集中豪雨により、東川との合流点付近で杭瀬川が氾濫。道路や住宅が浸水する被害が生じた。同年、こども家庭センターを開設。

## 人口
| |                                        |  |
| 池田町と全国の年齢別人口分布（2005年） | 池田町の年齢・男女別人口分布（2005年） |  |
| ■紫色 ― 池田町 ■緑色 ― 日本全国 | ■青色 ― 男性 ■赤色 ― 女性              |  |
| 池田町（に相当する地域）の人口の推移 \| 1970年（昭和45年） \| 16,235人 \| \| \| 1975年（昭和50年） \| 18,820人 \| \| \| 1980年（昭和55年） \| 20,672人 \| \| \| 1985年（昭和60年） \| 21,456人 \| \| \| 1990年（平成2年） \| 21,987人 \| \| \| 1995年（平成7年） \| 23,153人 \| \| \| 2000年（平成12年） \| 23,820人 \| \| \| 2005年（平成17年） \| 24,559人 \| \| \| 2010年（平成22年） \| 24,980人 \| \| \| 2015年（平成27年） \| 24,347人 \| \| \| 2020年（令和2年） \| 23,360人 \| \| |                                        |  |
| 総務省統計局 国勢調査より |                                        |  |
| 1970年（昭和45年） | 16,235人                               |  |
| 1975年（昭和50年） | 18,820人                               |  |
| 1980年（昭和55年） | 20,672人                               |  |
| 1985年（昭和60年） | 21,456人                               |  |
| 1990年（平成2年） | 21,987人                               |  |
| 1995年（平成7年） | 23,153人                               |  |
| 2000年（平成12年） | 23,820人                               |  |
| 2005年（平成17年） | 24,559人                               |  |
| 2010年（平成22年） | 24,980人                               |  |
| 2015年（平成27年） | 24,347人                               |  |
| 2020年（令和2年） | 23,360人                               |  |

## 地名
池田町の地区名・区域名は以下の通り。｟区長がいる地区は「●」で示す｠
養基地区
粕ヶ原●、田中●、沓井●
宮地地区
小牛●、般若畑●、段●、舟子●、願成寺●、願成寺東●、宮地北●、宮地南●
東地区
杉野●、砂畑●、白鳥●、下東野●、泉町●、六之井●、上田●、萩原●
中地区
青柳 ●、北池野●、本郷北●、本郷南●、本郷町●、本郷皆米●
池野連担地区
綠町●、上町●、三和町●、天神町●、栄町●、本町●、大池町●、東町●、新生町●
西地区
草深●、小寺●、山洞●、上田畑●、下田畑●、藤代●、藤代台●
八幡地区
市橋●、上八幡●、下八幡●、片山北●、片山南●
- 農業集落境界での地名は「農業集落境界データセット」を参照
- 住居表示での町の下位区分(地名)は「Template:岐阜県池田町の町・字」を参照[19]
- 住居表示は「上田”字学園”」「上田”井之尻”」「宮地”大門南”」「八幡”中道”」「願成寺”字臼竹”」「下東野”字西屋敷”」「田畑”字宮屋敷”」「六之井”字茅野”」「池野”字中筋”」「沓井”字上村北”」などと地区の中でも更に細かく分かれて表記されている場合もある。

## 行政

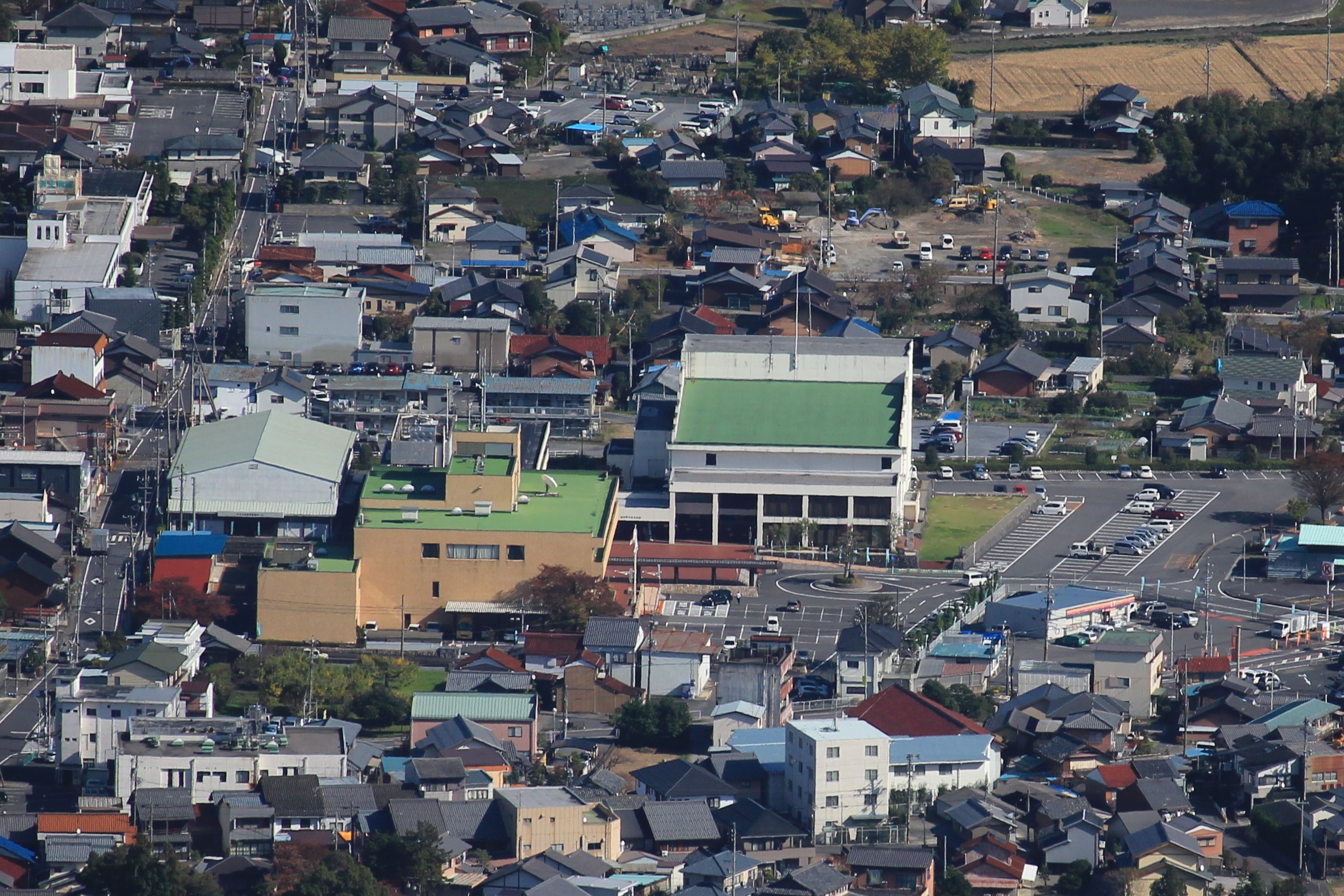
池田山から望む池田町役場

### 歴代町長
- 1代：坪井準一（1955年4月23日 - 1963年2月9日）
- 2代：久保田正市（1963年2月10日 - 1967年2月9日）
- 3代：河瀬守男（1967年2月10日 - 1979年2月9日）
- 4代：下野次郎（1979年2月10日 - 1987年2月9日）
- 5代：久保田達男（1987年2月10日 - 2003年2月9日）
- 6代：岡﨑和夫（2003年2月10日 - 2024年4月26日）
- 7代：竹中誉（2024年6月9日 - ）

### 町役場
- 池田町役場

### 姉妹都市・友好都市
- 国見町（福島県伊達郡) - 東日本大震災の支援をきっかけに、2015年8月21日より友好交流開始[20]。

全国池田サミット
1985年から2005年までの間、7市町の持ち回りで毎年1回の全国池田サミットが開かれていた（池田市は1988年から参加）。
- 池田町 (北海道)
- 池田町 (福井県)
- 池田町 (徳島県)（現：三好市）
- 池田町 (香川県)（現：小豆郡小豆島町）
- 池田町 (長野県)
- 池田市（大阪府）

### 災害応援協定都市
参照:
- 国見町 - 2013年5月28日
- 宇治田原町 - 2015年5月15日
- 揖斐川町 - 2016年4月15日
- 大野町 - 2016年4月15日
- 芽室町 -  2017年2月15日
- 池田町 (長野県) - 2018年4月26日

### 消防相互応援協定
参照:
- 神戸町 - 1967年3月7日
- 大野町 - 1967年4月1日
- 揖斐川町
- 大垣市 - 1967年9月1日

## 議会

### 町議会
- 定数：10人
- 選挙区：池田町
- 任期：2024年4月1日 - 2028年3月31日
- 議長：重綱秀次（第49代議長）
- 副議長：臼井幹夫

| 会派名     | 議席 数 | 議員名                                                                               |
| ---------- | ------- | ------------------------------------------------------------------------------------ |
| 無所属     | 9       | 臼井幹夫、八田隆士、林考英、重綱秀次、岩谷真海、河野直人、森政郎、大西照彦、内藤考義 |
| 日本共産党 | 1       | 野網義一                                                                             |

### 県議会
- 定数：2人
- 選挙区：揖斐郡選挙区（揖斐川町、大野町、池田町）
- 任期：2023年（令和5年）4月30日 - 2027年（令和9年）4月29日

| 議員名     | 会派名         | 備考 |
| ---------- | -------------- | ---- |
| 国枝慎太郎 | 県政自民クラブ |      |
| 所竜也     | 県政自民クラブ |      |

### 衆議院
- 選挙区：岐阜2区（大垣市、海津市、養老郡、不破郡、安八郡、揖斐郡）
- 当日有権者数：29万1915人
- 投票率：53.07%

| 当落 | 候補者名   | 年齢 | 所属党派   | 新旧別 | 得票数   | 重複 |
| ---- | ---------- | ---- | ---------- | ------ | -------- | ---- |
| 当   | 棚橋泰文   | 61   | 自由民主党 | 前     | 91,183票 | ○    |
|      | 三尾圭司   | 48   | 日本共産党 | 新     | 33,634票 |      |
|      | 伊藤あゆみ | 53   | 無所属     | 新     | 22,456票 | ×    |

## 経済

### 本社を置く主な企業
主な食品加工会社
- 瑞草園 - 揖斐茶製茶メーカー
- いび製茶 - 揖斐茶製茶メーカー
- 笹屋製茶 - 揖斐茶製茶メーカー
- 大塚酒造 - 池田町内、唯一の酒造会社
- 谷田商店
- 日東あられ新社 - 廃業

主な不動産・建設業会社
- 太陽工業
- 成健
- 第一建設
- 河村綜健
- 桑原実業開発

その他会社
- 池田環境保全 - 池田町一般廃棄物収集運搬業許可番号:1号
- アクリア - 池田町一般廃棄物収集運搬業許可番号:2号
- 協和安全 - 建設業許可 岐阜県知事許可(般-19)第300246号
- 浜田電気 - 電気工事業

主な製造業会社
- タニサケ - 「ゴキブリキャップ」で知られる。
- ラッキー工業 - 「おんぶひも」を初めて製品化した。
- イビデン樹脂
- ハラテックス
- クニカ工業
- クリエストン
- アイビー電子工業
- 安田工業
- ANDO
- サシヒロ
- 西濃化成
- 共栄化成
- 岡田鉄工
- 石井工業
- キィポーション

主な自動車販売・運送会社
- セーフティーサービス
- 東和運輸
- 西濃八幡運輸
- 丸進自動車

### 工場を置く主な企業
- イノアックコーポレーション - 池田工場、池田第2工場
  - イノアックエラストマー - 旧:西濃ゴム化学株式会社
- アピ - 池田工場、池田バイオ医薬品工場、池田医薬品工場、
  - UNIGEN - 岐阜工場
- 味の素冷凍食品 - 中部工場
- 東神電気 - 大垣工場
- 岐阜セラツク製造所 - 池田白鳥工場
- 矢田川電鍍工業 - 揖斐工場

### 第一次産業
農業
- 茶（揖斐茶）

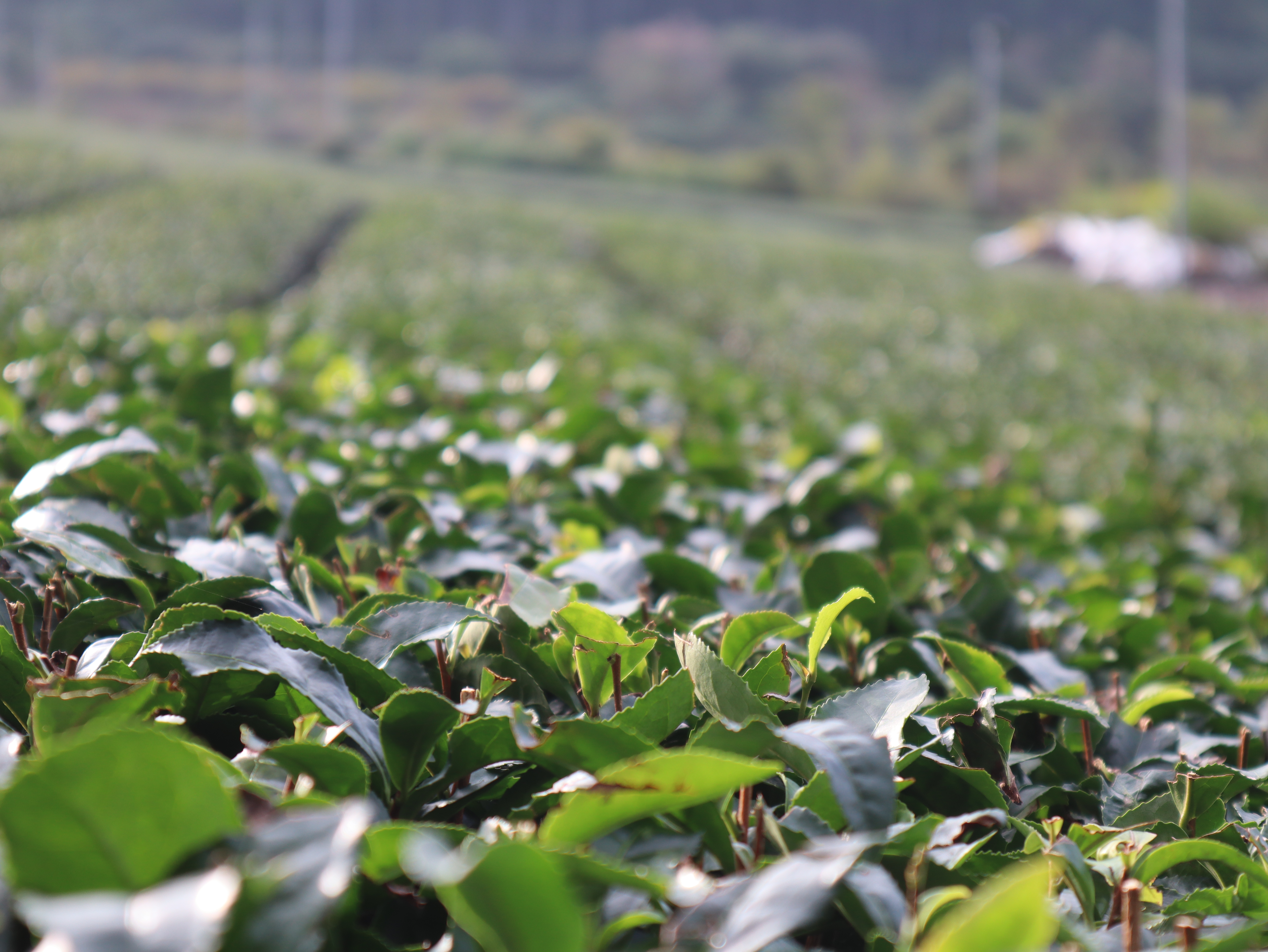
揖斐茶。池田町願成寺地区にて

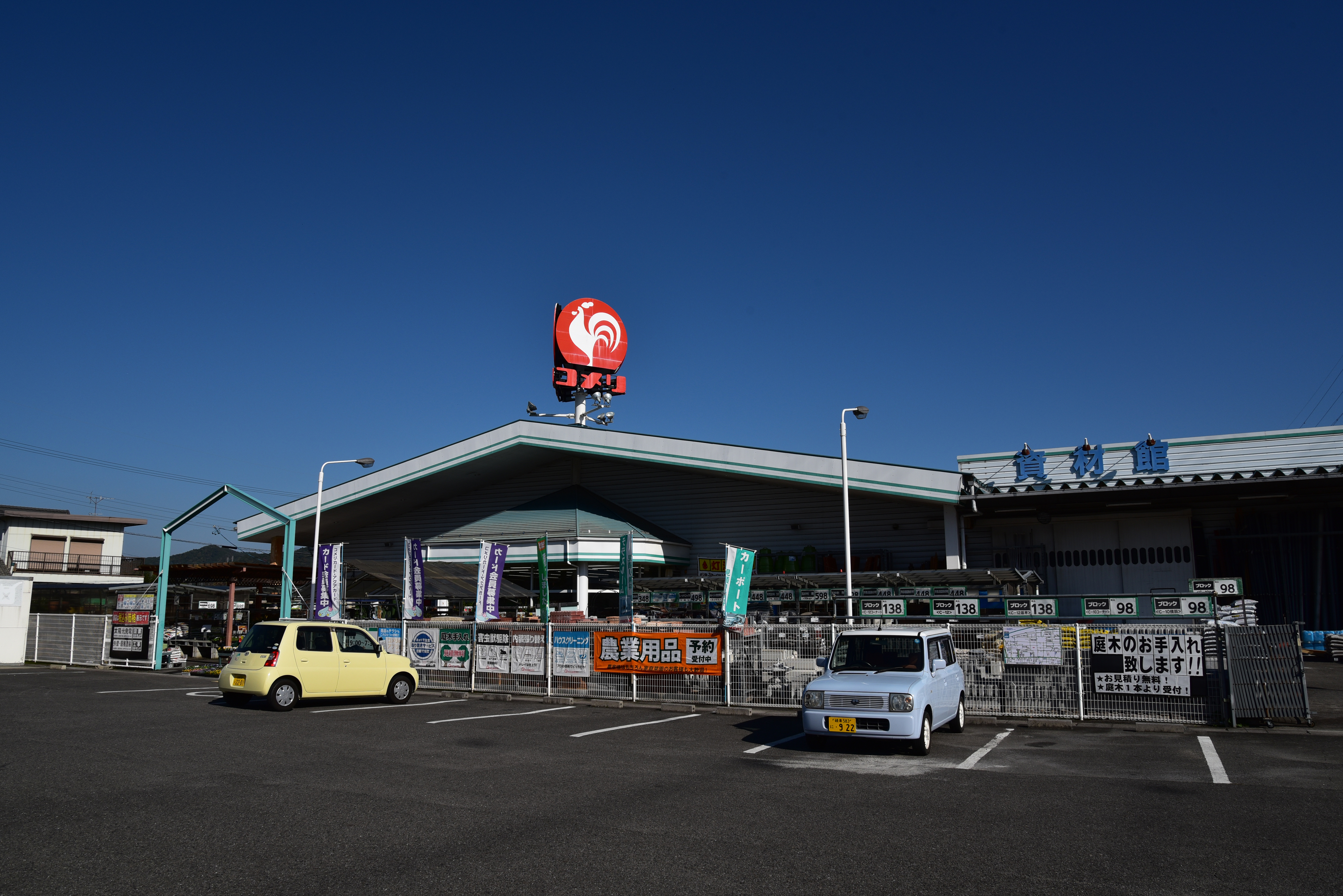
コメリハード＆グリーン池田店

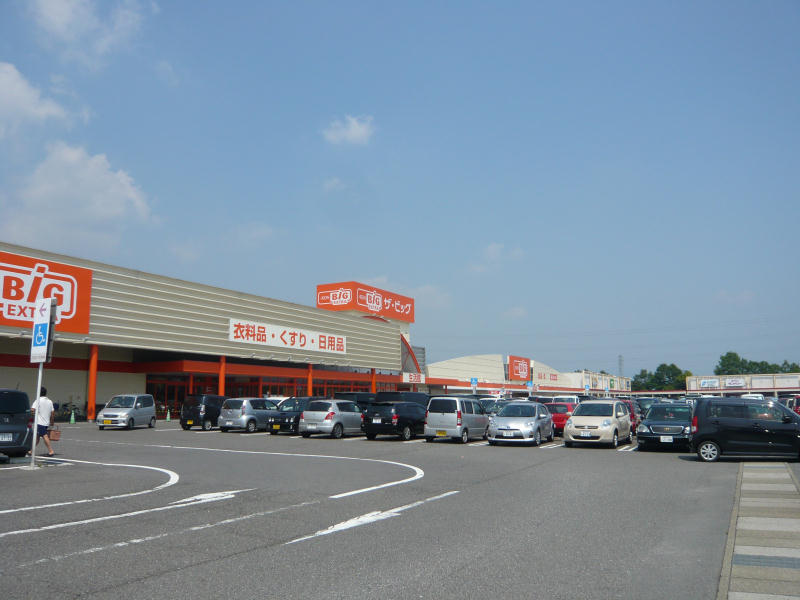
イオンタウン岐阜池田

- 米（ハツシモ・コシヒカリ・ミルキークイーン・夢ごこち）
  - 白鳥ファーム[22]
  - 遠藤農園[23]
  - 池田のだいちファーム[24]　他
- 大豆（フクユタカ）
- 麦（さやかぜ・イワイノダイチ）
- 梅（青軸・白加賀）
- トマト
- イチゴ（美濃娘、華かがり）

漁業
- 鮎、海老
  - 池田養鱒場[25] - 池田町内に鮎の養殖施設（岐阜分場）を設ける滋賀県が本社の企業。
  - プロスタッフ[26] - 池田町内に「金華海老（バナメイエビ）」の養殖施設を設ける愛知県が本社の企業。

### 第二次産業
- プラスチック（樹脂）製品加工業
- 精密機械製造業
- 食品加工業

### 第三次産業
主な商業施設
- ザ・ビッグエクストラ岐阜池田店
- トミダヤ岐阜池田店
- バロー岐阜池田店、ホームセンターバロー池田店、Vドラッグ池田店
- ゲンキー池田店
- 酒ゃビック池田店
- クスリのアオキ池田店
- コメリハード＆グリーン池田店

- よってみーな池田 - JA農林畜産物直売所
- 土川商店 - 地場産物を販売する個人商店
- 山川眞八商店 - 米を販売する個人商店
- 塩鎌屋商店 - 醤油などの調味料を販売する個人商店
- カマサ書房（樋口文具店） - 町内唯一の事務用品店
- 勝野書店 - 町内唯一の書店
- （※閉店スーパー三心池田店）
- （※閉店ドラッグユタカ池田中央店）
- （※閉店ヤナゲン池田店）
- （※閉店川口屋スーパーチェン池田店）
- （※閉店マックスバリュ岐阜池田店）
- （※閉店メガマート岐阜池田店）

## 施設

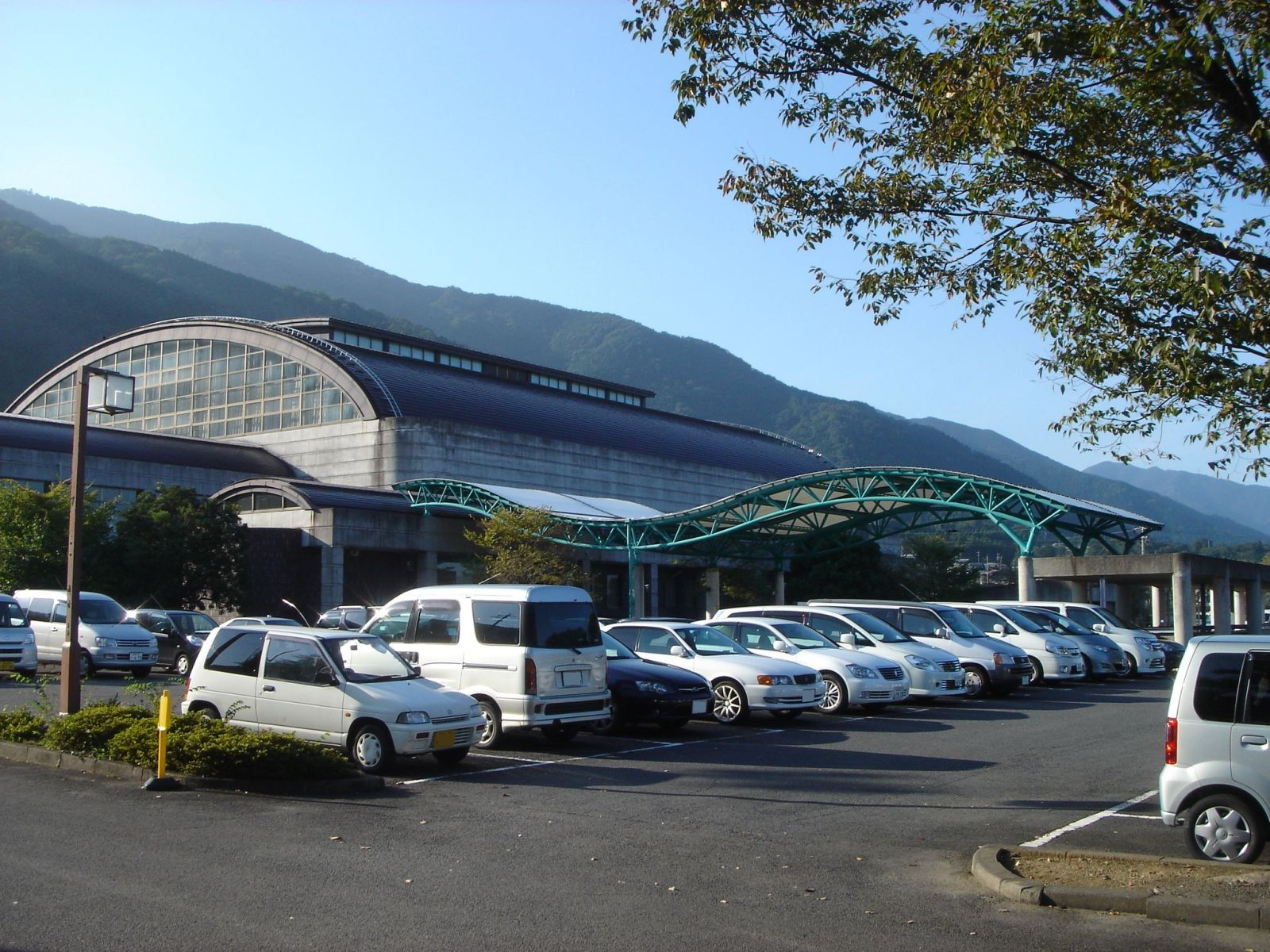
池田町総合体育館（2007年撮影）

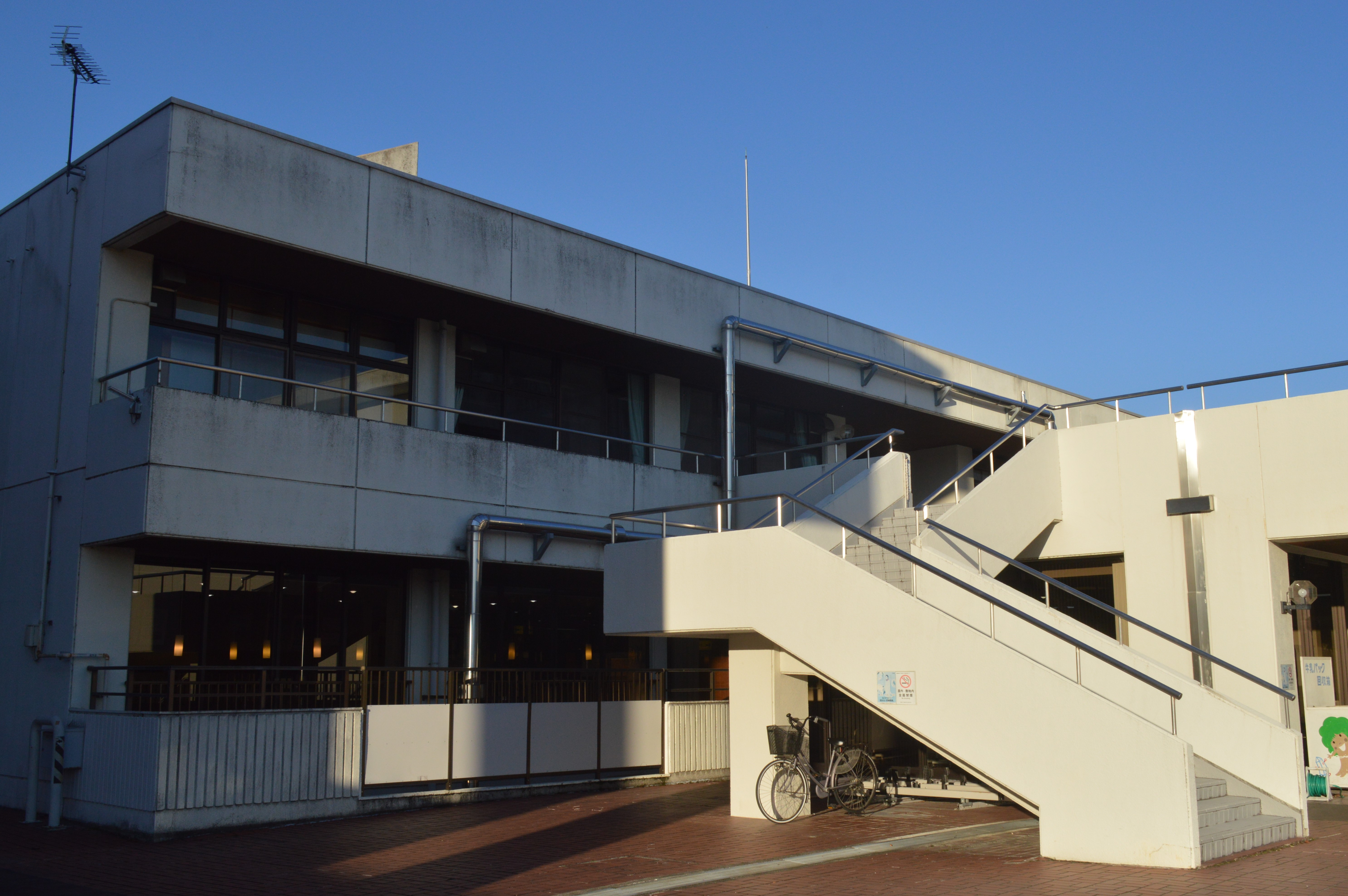
池田町中央公民館

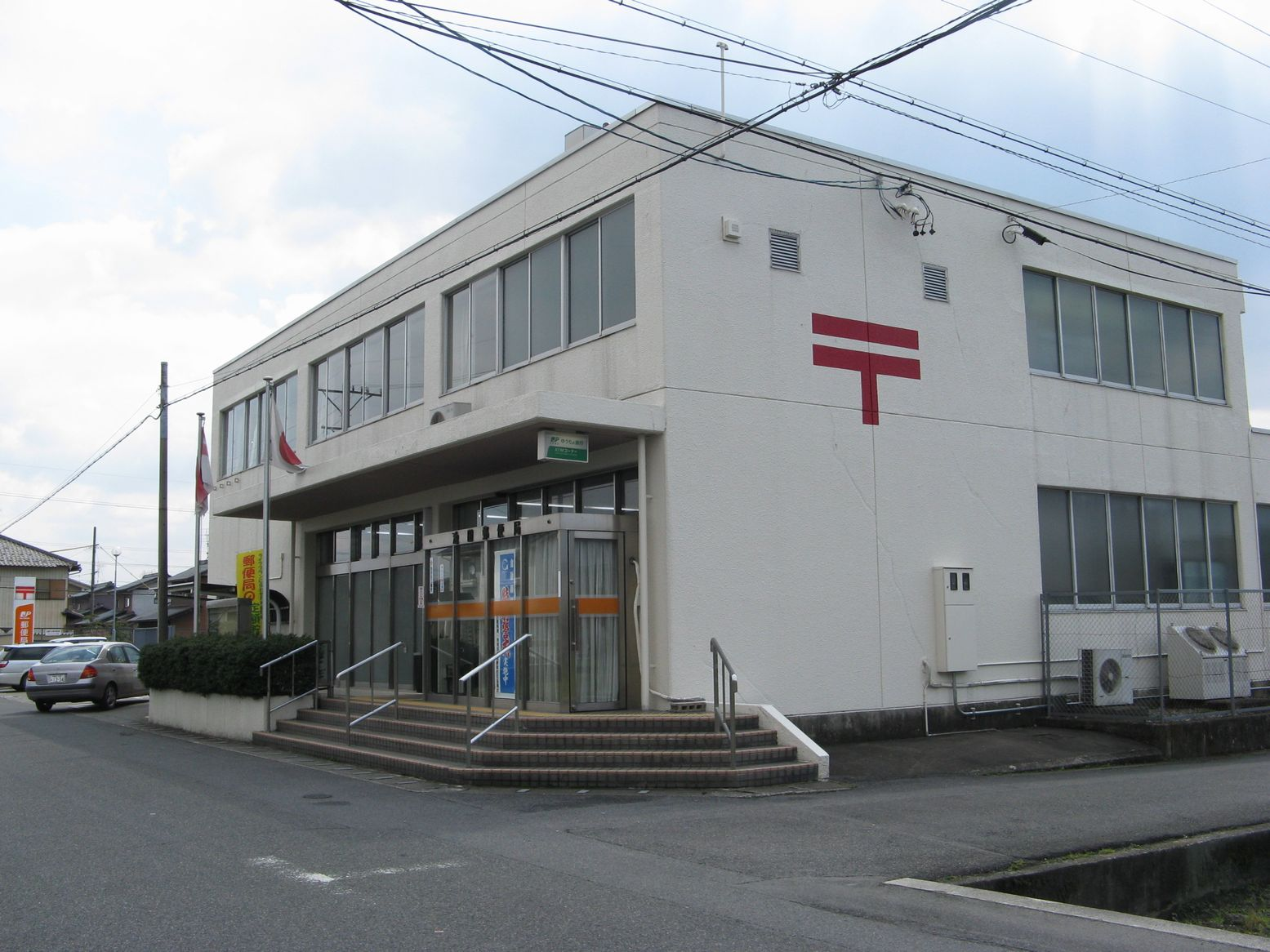
池田郵便局

### 警察
- 岐阜県警察揖斐警察署池田交番
- 岐阜県警察揖斐警察署宮地駐在所 - ※廃止（2007年4月1日より、池田交番に統合[27]）

### 消防
- 大垣消防組合 北部消防署
- 池田町消防団 第1 - 5分団

### 郵便局
- 池田郵便局
- 池田八幡郵便局
- 揖斐八幡簡易郵便局
- 宮地簡易郵便局

### 保険・福祉
- 池田町保健センター
- 池田町社会福祉協議会
- 池田町福祉センター
- 池田町障害福祉サービス事業所 ふれ愛の家
- 児童発達支援事業所 ことばの教室
- 病児・病後児保育室 ひまわり
- 西美濃さくら苑
- サンビレッジ新生院
- リハビリセンター白鳥

### 医療・病院
- 新生病院
- むらせファミリークリニック[28]
- みみはなのどオレンジクリニック[29]
- 今村医院[30]
- ふじい内科クリニック[31]
- いけだ整形外科リウマチクリニック[32]
- まつばら眼科[33]
- 野村動物病院[34]
- いけの動物病院[35]
- 竹中胃腸科小児科医院（※廃業:池田町八幡19-3[36]）
- 棚橋医院（※廃業:池田町本郷1575-5[37]）

### 町営住宅・団地
- 田中住宅
- 萩原住宅
- 下東野住宅
- 江渡前住宅
- 願成寺住宅
- 粕ヶ原住宅
- さつきヶ丘団地
- 桜ヶ丘団地

### 都市公園
- 池田公園
- 池田町霞間ヶ渓スポーツ公園
- 池田町大津谷公園キャンプ場
- 池田町大津谷公園施設
- 池田町霞間ヶ渓公園
- 北部多目的広場
- 池野多目的広場
- 農村公園グリーンパーク片山
- 上八幡地区農村公園施設
- 池田南部公園

### 国営・県営施設
- 岐阜県農業技術センター岐阜県農業研究所池田試験地

### 町営・主な民営施設
- 池田町中央公民館
- 中公民館
- 西公民館
- 東公民館
- 養基公民館
- 八幡公民館
- 宮地公民館
- ゆうごう・ほっと館
- 池田町総合体育館

- 池田町大野町学校給食センター
- 池田町霞間ケ渓さくら会館
- まちづくり工房「霞渓舎」
- いび川農業協同組合 - 池田支店・八幡支店・池田東支店・養基支店・（宮地支店は、池田支店に2007年2月26日統合し、宮地出張所となったが廃止された）
- 池田町北部リサイクルセンター
- 池田町南部リサイクルセンター

## 教育

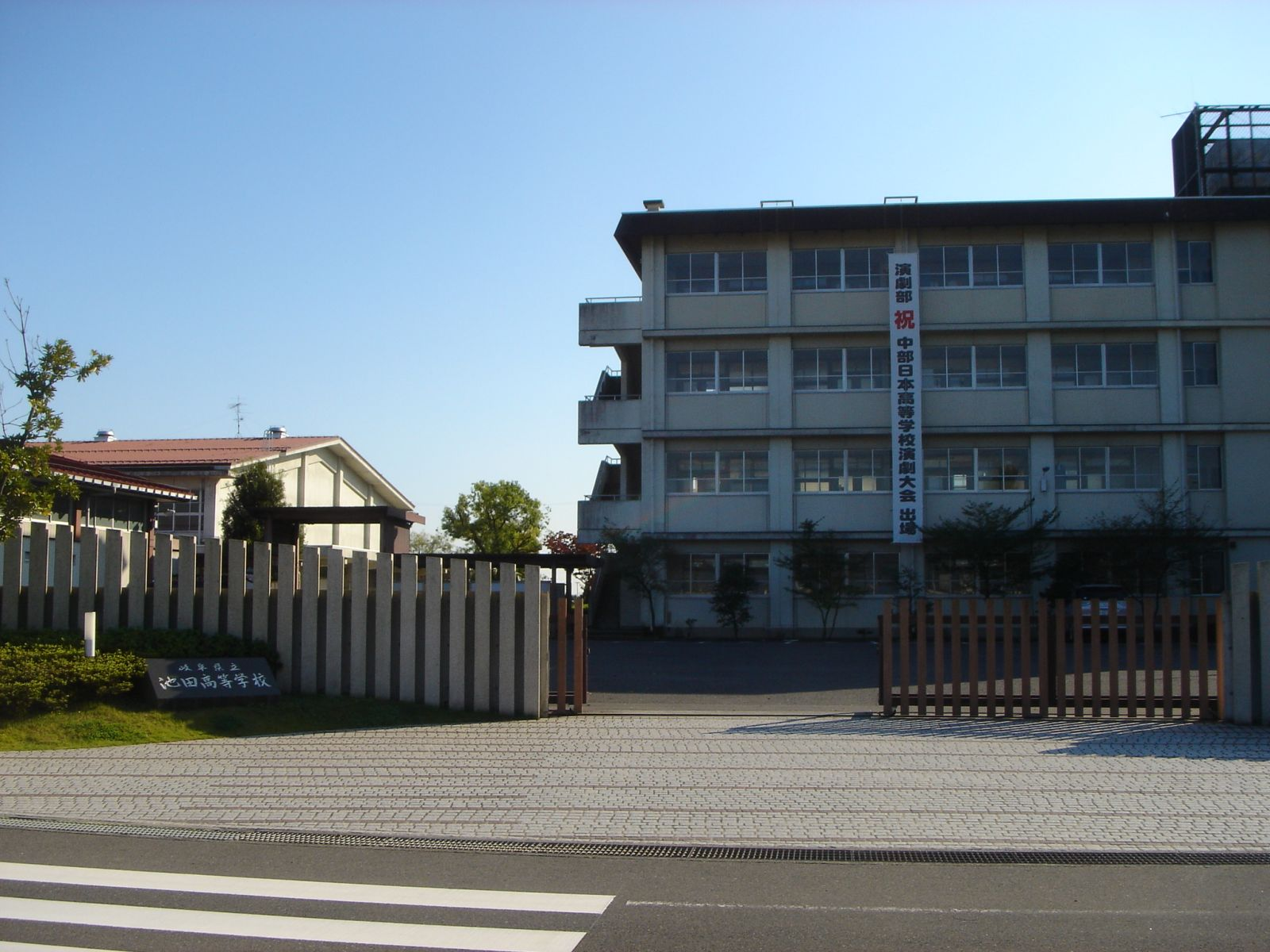
岐阜県立池田高等学校

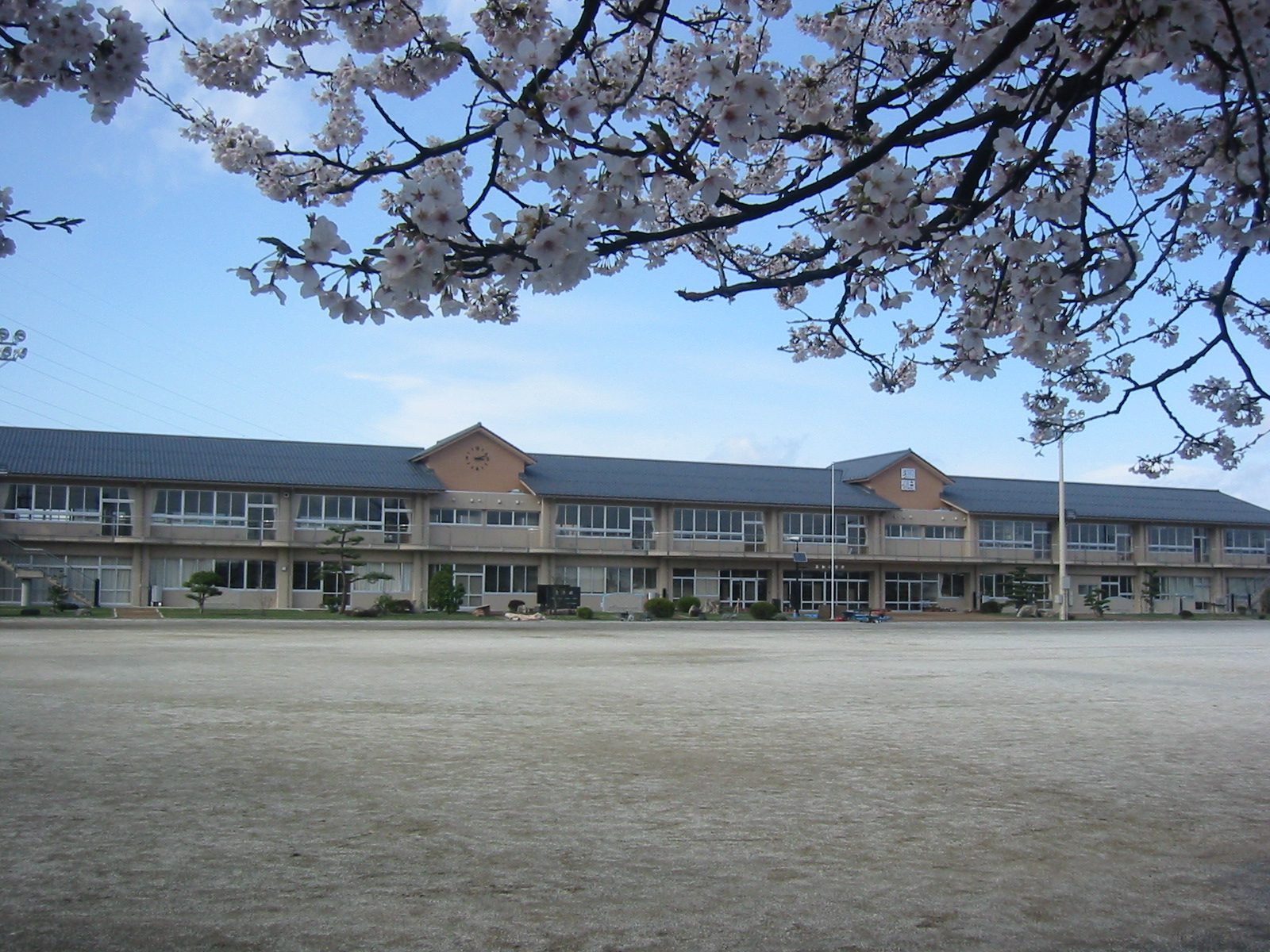
池田町立温知小学校

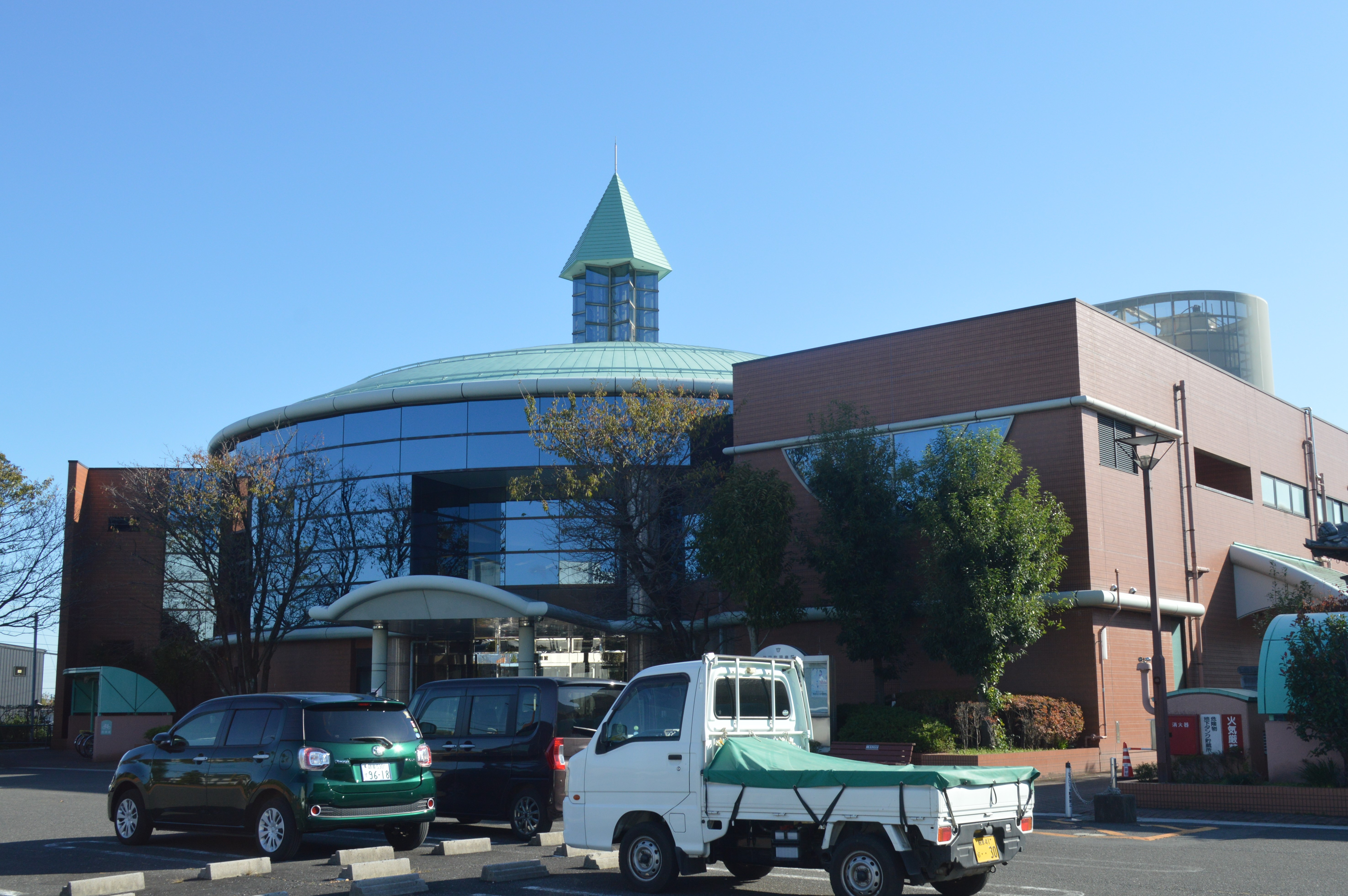
池田町図書館

### 専修学校
- サンビレッジ国際医療福祉専門学校

### 高等学校
- 岐阜県立池田高等学校

### 中学校
- 池田町立池田中学校

### 小学校
- 池田町立温知小学校
- 池田町立宮地小学校
- 池田町立池田小学校
- 池田町立八幡小学校
- 養基小学校養基保育所組合立養基小学校

### 廃校
- 岐阜県立揖斐高等学校南部分校
- 組合立揖南中学校八幡分校
- 組合立揖南中学校宮地分校
- 組合立揖南中学校養基分校

### 社会教育施設
- 池田町青少年研修施設
- 揖斐郡教育研修センター[38]

### 幼稚園・子育て保育施設
- 子育て支援センター
- 子育て・就労応援センター
- 法人立コスモ幼稚園
- 池田町立宮地保育園
- 池田町立温知保育園
- 池田町立西保育園
- 組合立養基保育園
- 法人立池田こども園

- 法人立八幡こども園
- 法人立市橋保育園
- 法人立片山保育園
- 企業立おおぞら保育園揖斐池田
- 温知児童館
- 池田児童館
- 八幡児童館
- 養基児童館

### 図書館
- 池田町図書館
  - 1994年（平成6年）11月に着工し[39]、1996年（平成8年）2月23日に竣工[40]、同年4月20日に池田町図書館が開館した[41]。延床面積は2,041 m2であり、開館時には岐阜県の町立図書館としては最大だった[39]。

## 生活基盤

### 電力
- 中部電力パワーグリッド(中電) - 池田町全域
- 岐阜電力(ぎふでん)[42] - 町役場や学校など町が管理する18施設の高圧と低圧の電力の購入先でもある。

### ガス
池田町には都市ガスは供給されてないため、プロパンガスである。町内の供給している会社は以下の6社。
- 美濃池田ガス - 池田町内のLPガス販売業者4社が出資し、池田町立の施設へのガス供給。
- カネキ立川ガス[43]
- 矢橋商店（ガスのやばし）
- あわの商会[44]
- 後藤商店
- セントラル

### 上水道
- 池田町上水道（北部簡易水道と南部簡易水道は2013年以降池田町上水道に統合）
- 大垣市上水道 - 一部大垣市
- 脛永簡易水道 - 一部揖斐川町

### 下水道
- 池田浄化センター
- 中谷地区農業集落排水処理施設
- 徳谷地区農業集落排水処理施設
- 大谷地区農業集落排水処理施設
- 白鳥地区農業集落排水処理施設
- 東光寺谷地区農業集落排水処理施設
- 大津谷地区農業集落排水処理施設
- 深歩谷地区農業集落排水処理施設

### 電信
- 美濃池田電話交換所 - 西日本電信電話

### 市外局番
- 0584 - 池田町市橋のみ（大垣MA）
- 0585 - 市橋以外の町内全域（揖斐川MA）

### 防災テレホンサービス
池田町の「防災行政無線テレホンサービス」である。防災行政無線で放送された内容を聴くことが可能。
- 0585 - 45 - 8590

### 放送
- 池田町防災ラジオ放送 - 280MHz帯
- 防災行政無線チャイム
  - 12:00 - TOA ウエストミンスターの鐘
  - 15:00 - TOA新音源特注 池田町歌（※学校休業日のみ）
  - 15:00 - 児童の見守り放送（※学校開校日のみ）
  - 16:30 - TOA新音源 夕焼け小焼け（※10 - 3月のみ）
  - 17:00 - TOA新音源 夕焼け小焼け（※4 - 9月のみ）
- 池田町有線放送 - ※廃止
  - 池田町六之井1470番地の1に位置した、池田町有線放送電話農業協同組合（IHK）が1965年7月13日に受け取った東海電波管理局業務許可（No.2345号）により同年、10月1日に放送開始した固定電話兼放送設備である。1990年4月1日にデジタル交換機設備更新開局、2000年9月1日インターネット接続サービス事業を開始した。なお、2017年3月31日に廃止され、開局52年間で18,980回放送された[45][46][47]。現在は池田交番が建てられている。

## 交通

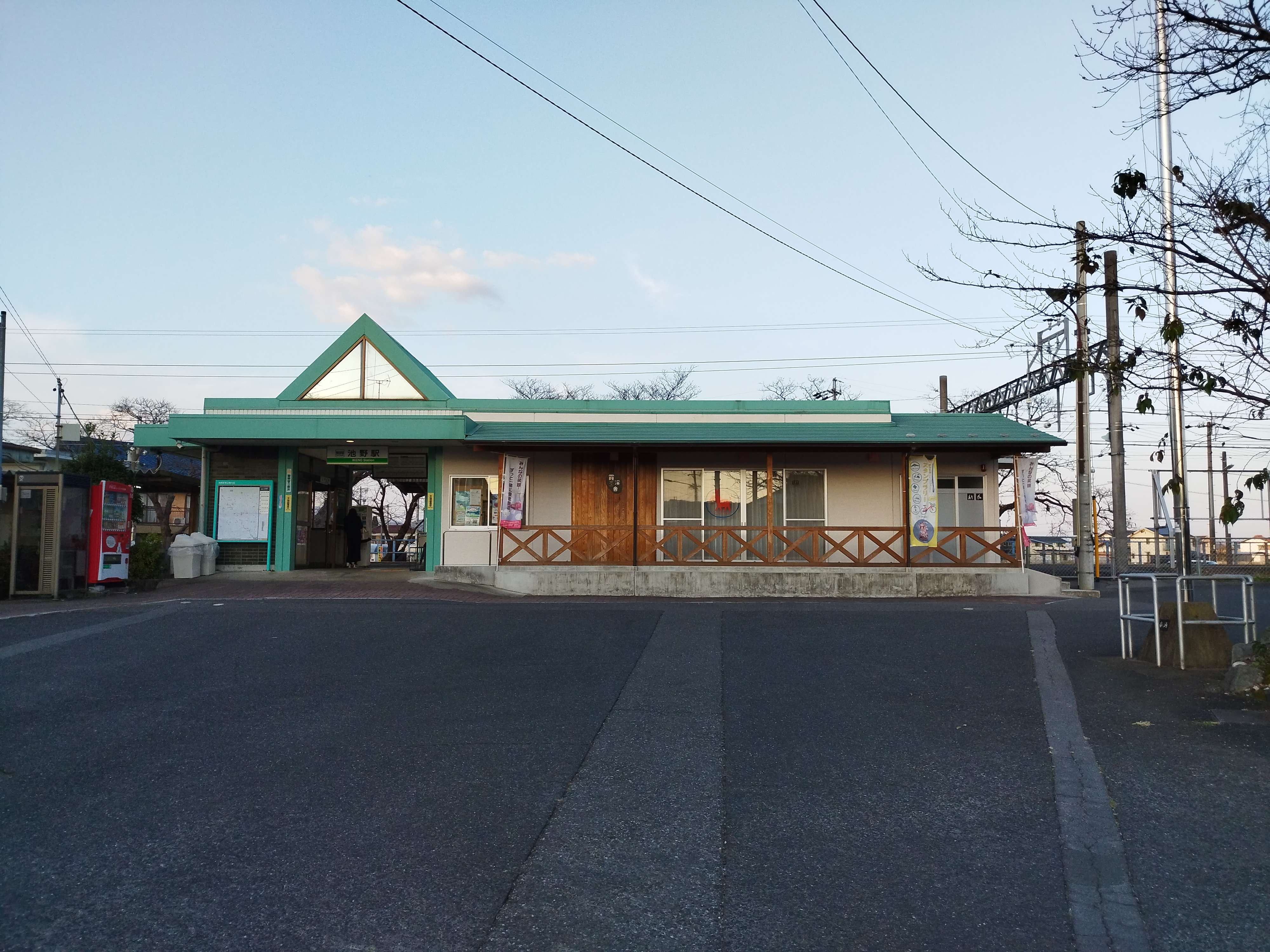
養老線 池野駅

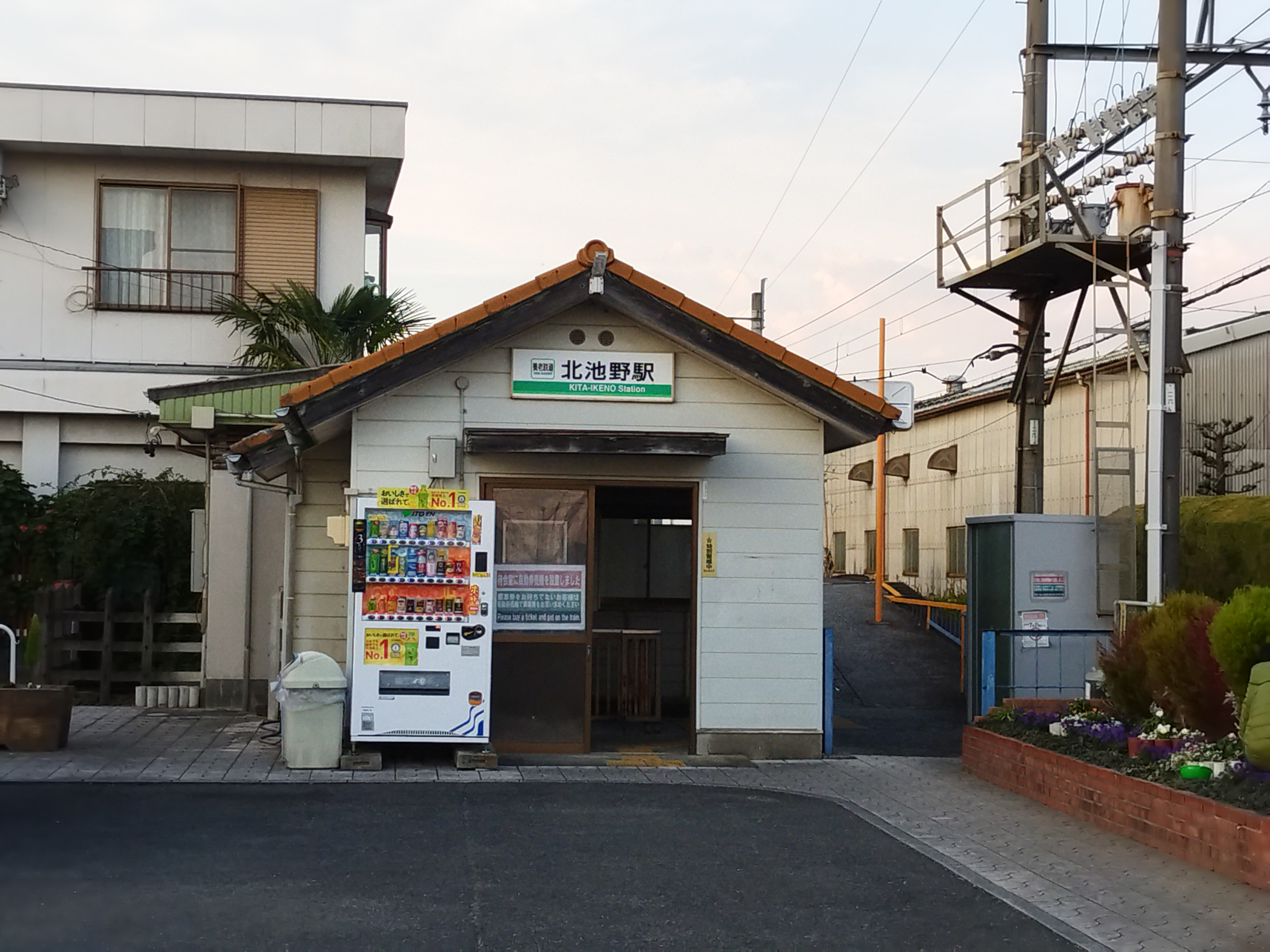
養老線 北池野駅

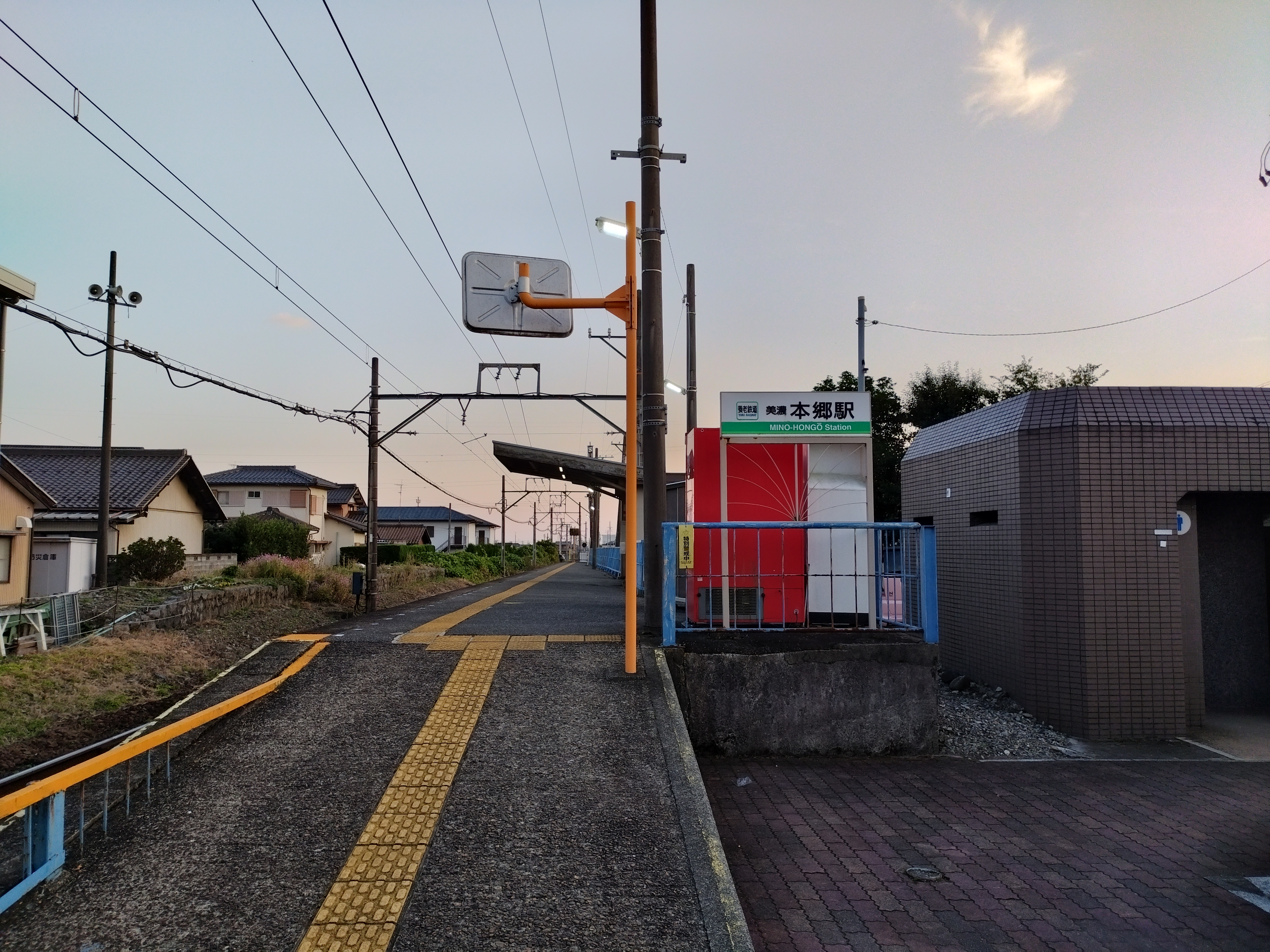
養老線 美濃本郷駅

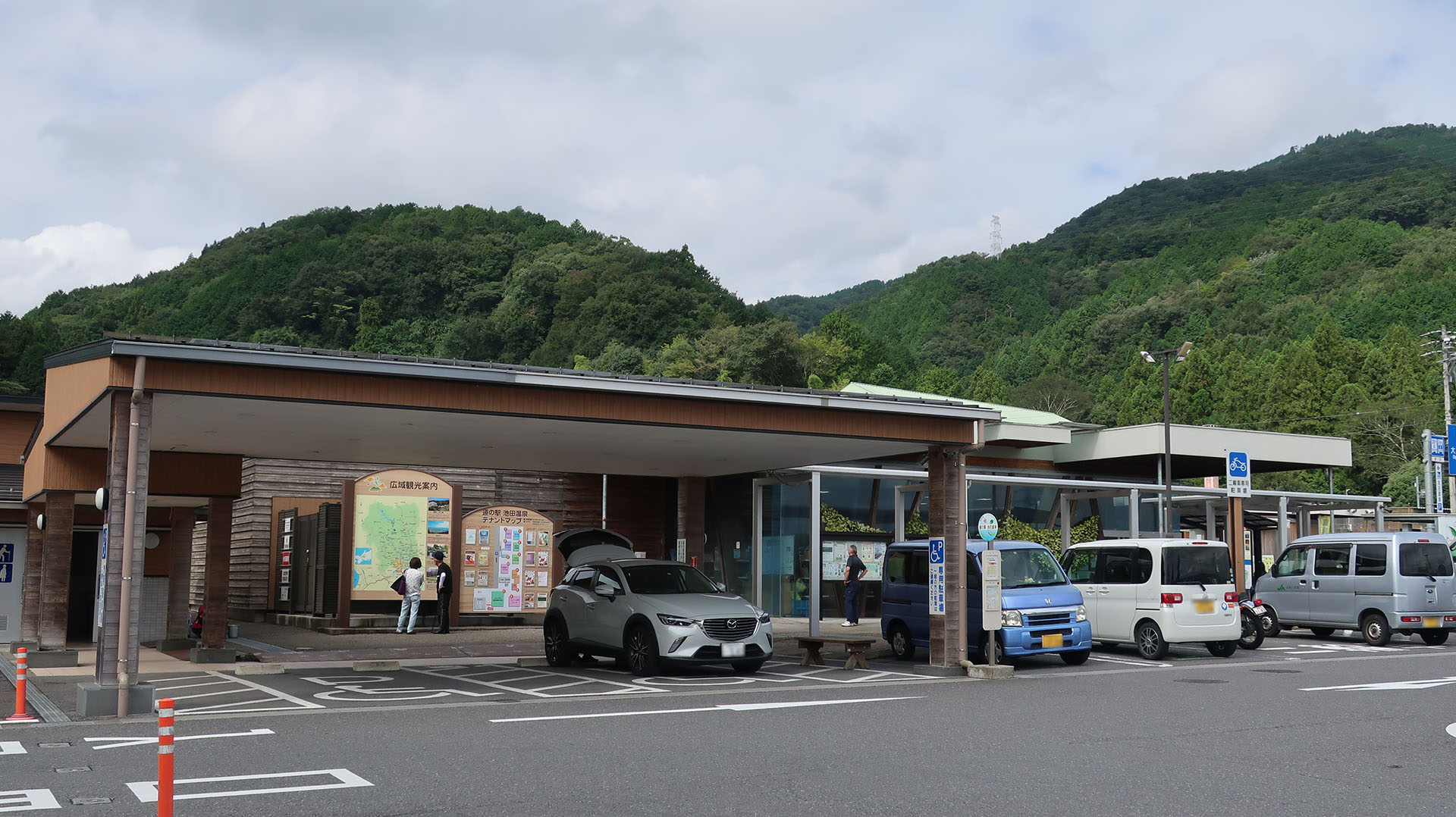
道の駅池田温泉

### 鉄道
養老鉄道
■養老線
（神戸町） - 池野駅 - 北池野駅 - 美濃本郷駅 -（揖斐川町）

### バス
- 池田温泉福祉バス - 令和7年10月31日廃止予定
- 池田町コミュニティバス - 令和5年9月29日に廃止

### タクシー
- スイトタクシー池野営業所
- 揖斐タクシー池野配車センター
- 揖斐タクシー池野営業所（廃止）

### 道路

#### 国道
- 国道417号

#### 県道
- 岐阜県道53号岐阜関ケ原線
- 岐阜県道241号大垣池田線
- 岐阜県道254号藤橋池田線
- 岐阜県道256号霞間ヶ谷線
- 岐阜県道259号市場池田線
- 岐阜県道260号宮地片山線
- 岐阜県道261号脛永万石線
- 岐阜県道269号池野停車場線
- 岐阜県道272号池田神戸線
- 岐阜県道273号池田揖斐川大野線

#### 農道
- 揖斐中部広域農道

### 市内の道路通称名
- 池田ふれあい街道
- 谷汲巡礼街道
- 西美濃お茶街道
- 伊吹ばら街道
- 西濃こでまり街道

### 道の駅
- 道の駅池田温泉（岐阜県道53号岐阜関ケ原線沿い）

## 名産・特産
飲料
- 揖斐茶（瑞草園「六ツ之井」[48][49]、笹屋製茶(お茶の笹屋)「玉翠」[50]、いび製茶「池田茶」[51]  ）
- 地酒（大塚酒造株式会社「竹雀」「初霜」「清松正宗」 ）
- 瓶牛乳、コーヒー牛乳（棚橋牧場（THE MILK SHOP）[52]）

食品・銘菓

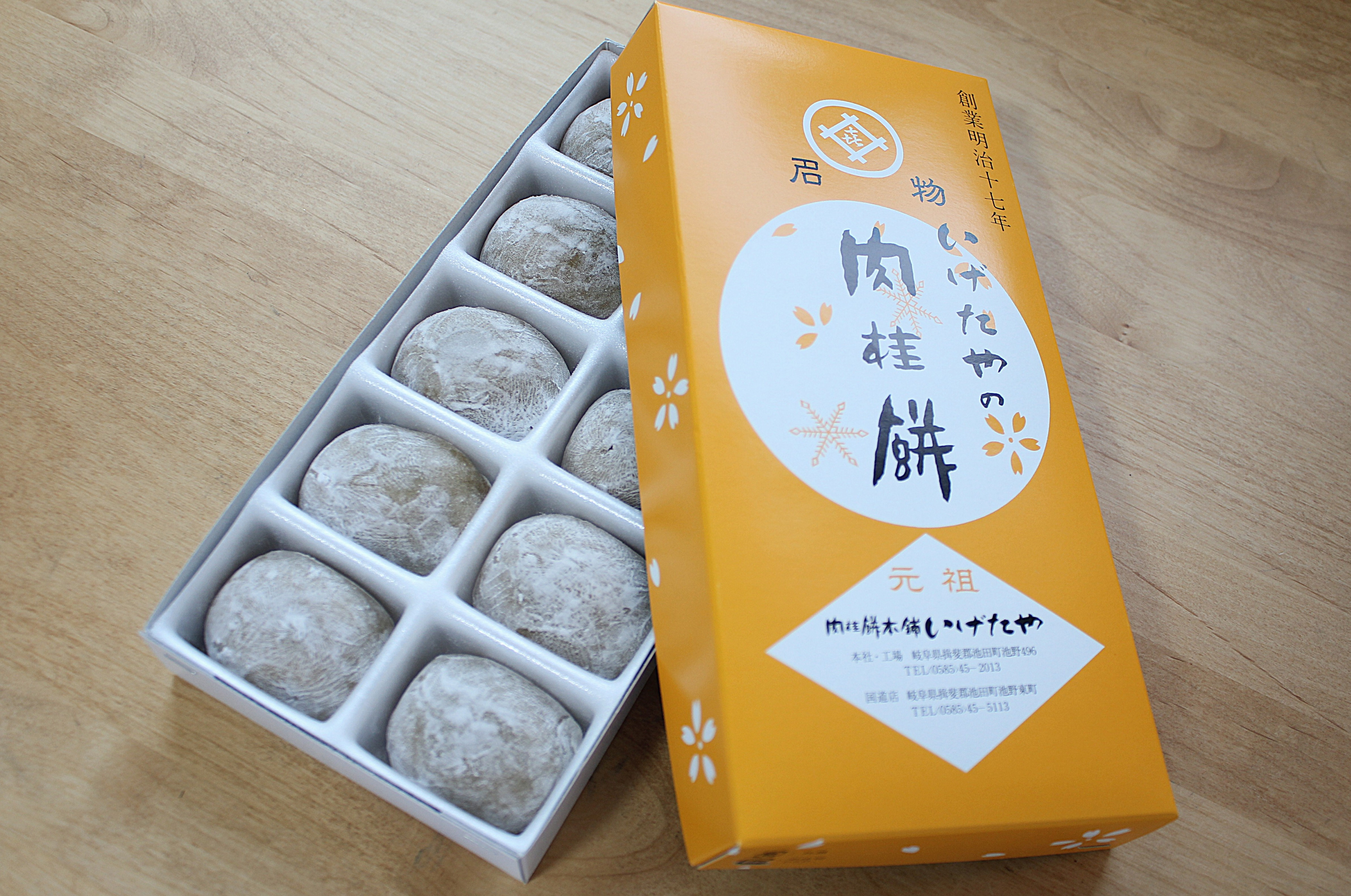
肉桂餅（肉桂餅本舗いげたや「いげたやの肉桂餅」[53]、餅松商店「池野名物 肉桂餅」 ）- 池田町の銘菓
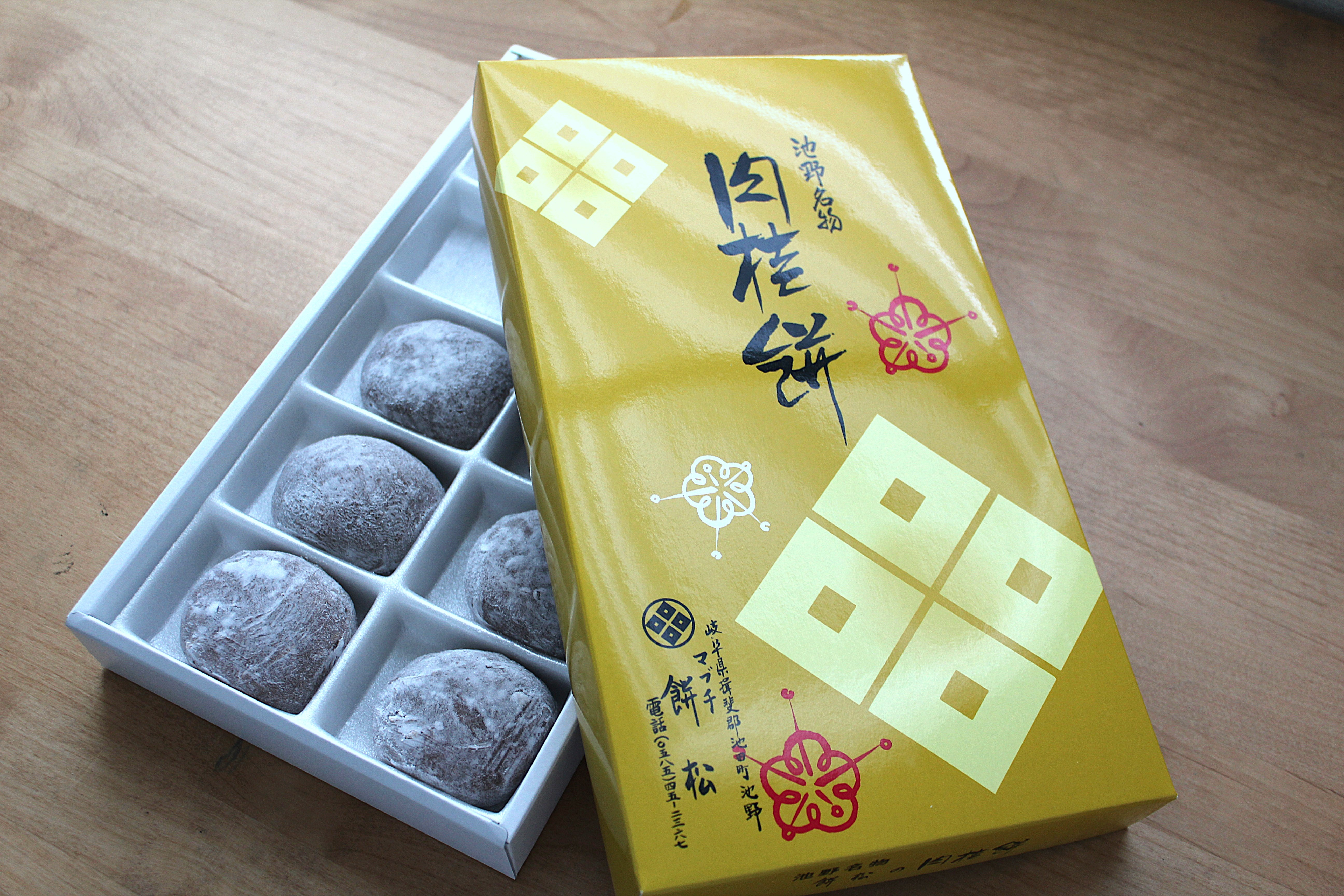
餅松商店 池野名物肉桂餅
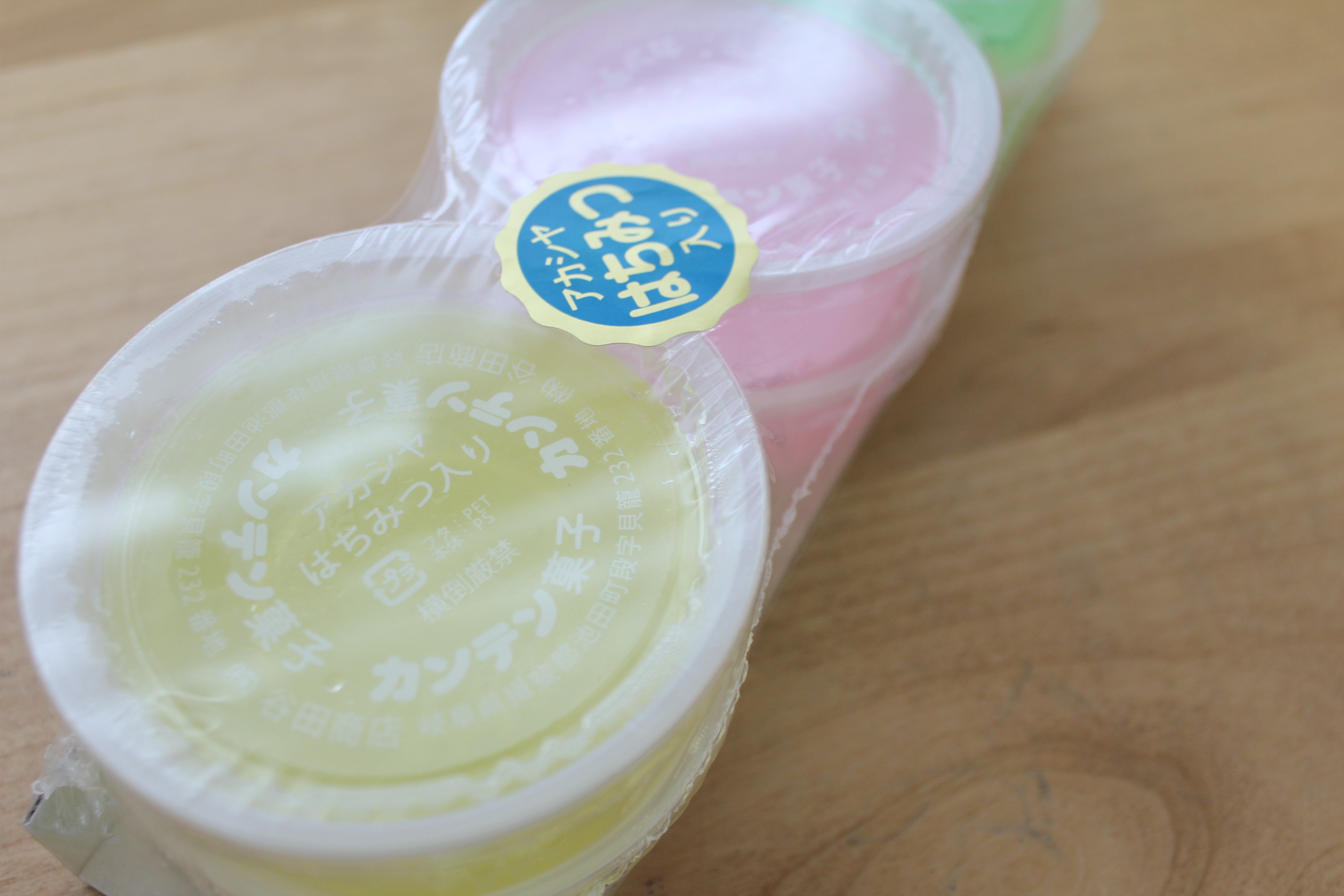
ニッキ寒天（谷田商店[54]）- 蒟蒻や寒天も製造販売。
- 三角あげぱん、どら焼き（伊吹堂[55]）
- しゅうべーる、茶っプリン（上田製パン（サンローヤル）[56]）

地場産物
- 梅干し（池田町梅生産組合）
- たまご（国枝農園（たまご愛ランドkunieda）「いけだの森たまご 」 、池田山麓たまご「池田山麓たまご」[57] 、松岡養鶏場「うみたてたまご」 ）
- イチゴ「美濃娘」（池田町いちご生産組合）- はなももファーム[58]
- トマト(細野ファーム[59]) - プレミアムトマトジュース「FLORANTINO」も製造販売。
- ブルーベリー（OKB農場Berry's farm[60]）- リキュールや飲料水、ジャム製品なども製造販売。

商品
- ゴキブリキャップ（タニサケ）
- 抱っこ紐、おんぶ紐（ラッキー工業[61]）
- 犬用車椅子・歩行器（はな工房[62]）

- 肉桂餅本舗いげたや
いげたやの肉桂餅
- 餅松商店
池野名物肉桂餅
- 谷田商店
ニッキ寒天

## 温泉

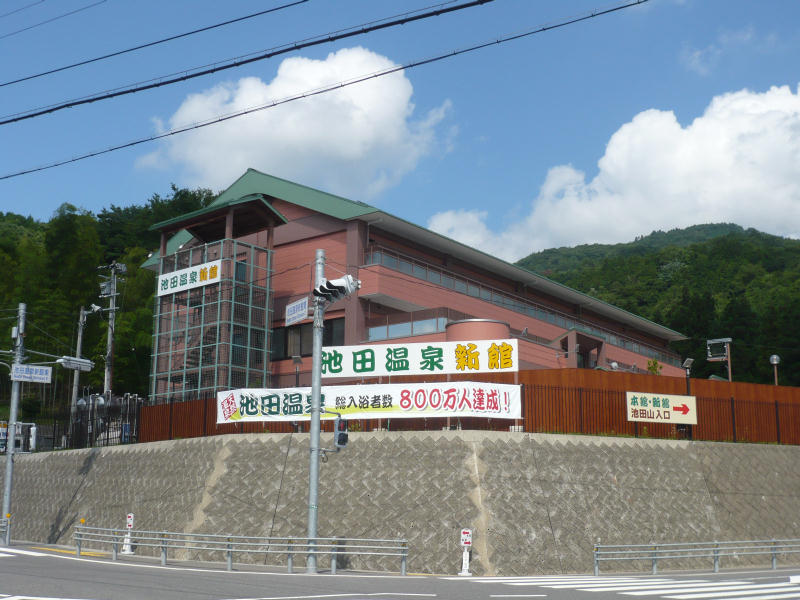
池田温泉新館

ナトリウム炭酸水素塩泉 (低張性アルカリ性単純温泉)。重曹以外の成分をほとんど含まない全国的にも珍しい純重曹の温泉である。そのため、ヌルヌルとした肌触りが特徴である。
伊吹山地の中に含まれる池田山の山麓。池田町がふるさと創生基金を活用し1995年に温泉の掘削に成功した。1996年11月18日に温泉施設「グリーンセラ池田温泉」(本館)を開業し、2003年3月1日に新館を開業した。2005年には弓削寺が境内地を掘削したところ温泉を発見。”いけだゆげ温泉”として岐阜県の温浴施設に温泉を提供し、その後2013年4月1日、温泉施設「天然温泉 湯元 湯華の郷」が開業した。
現在、町内には2つの温泉（池田温泉を分けると3つ）が営業している。
- 池田温泉 - 本館、新館（源泉名:池田温泉、※2 - 3階の飲食・宿泊施設は2025年7月末に閉業[65]）
- 湯元 湯華の郷 - 展望露天風呂[66]（源泉名:池田ゆげ温泉）

- 池田さくらの湯 - 温泉スタンド[67]（源泉名:池田さくら温泉）

- 西濃温泉（旧:西濃ラドンセンター）- ※廃業[68][69][70]
- 公衆浴場 池野温泉 - ※廃業[71][72]
- 伊吹湯 - ※廃業[73]

## 観光・文化

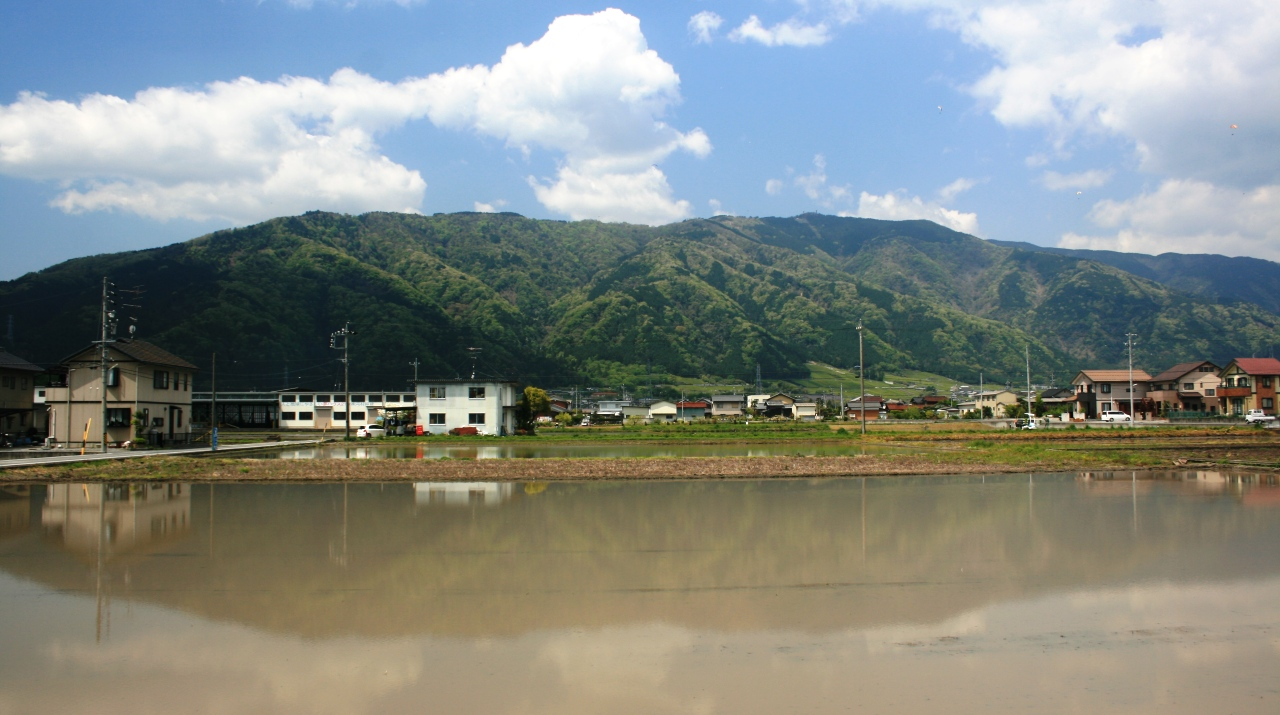
池田山

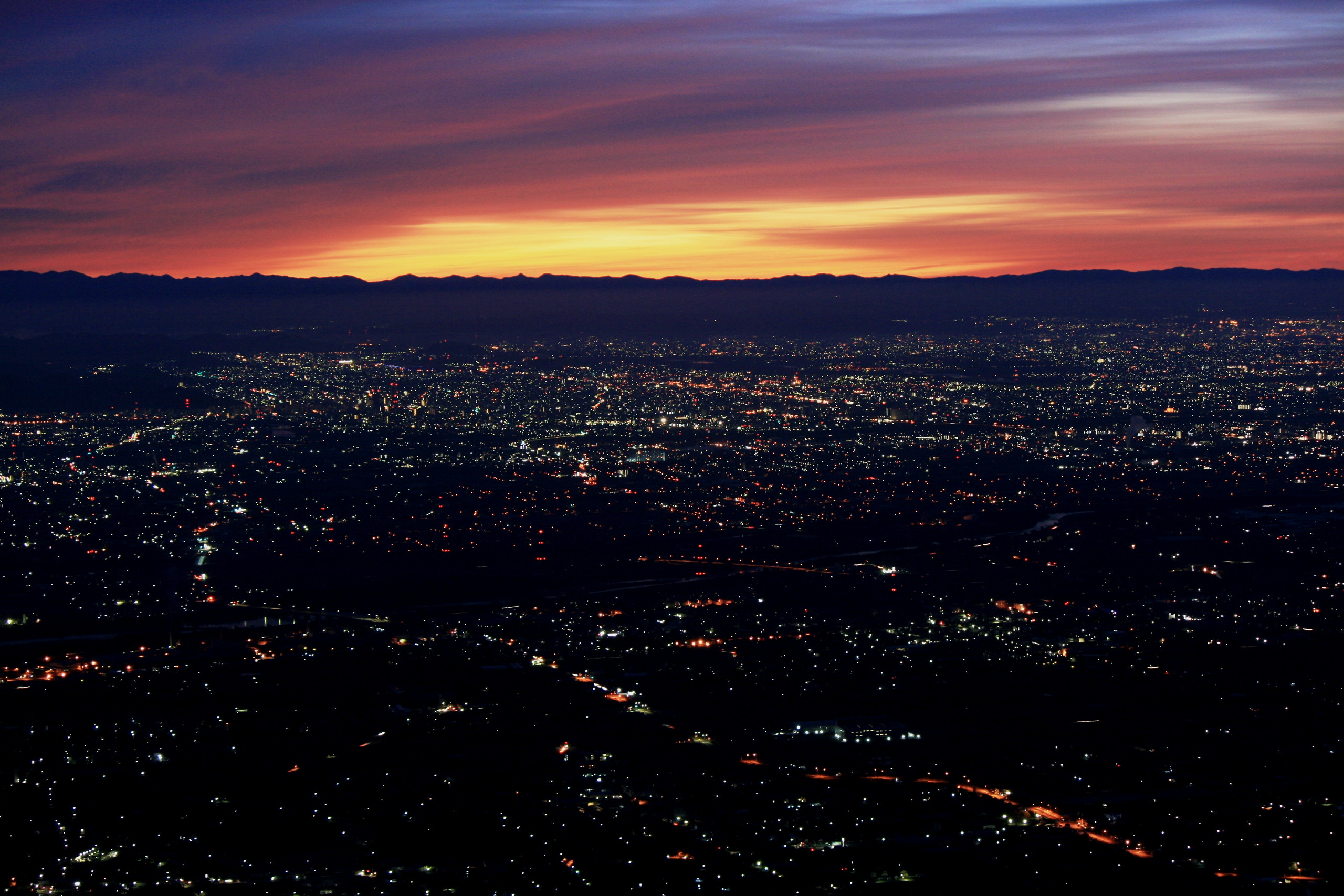
池田山から望む岐阜市周辺の夜景

### 名所･旧跡

#### 城・陣屋
- 本郷城 跡 - 土岐頼忠
- 太郎ヶ城 跡 - 国枝為助
- 小寺城 跡 - 稲葉塩塵
- 片山城 跡 - 不破光治
- 池田城 跡 - 池田浄連馬次郎
- 美濃宮地館 跡
- 美濃六之井陣屋 跡・加藤陣屋 跡
- 美濃備中岡田藩 沓井代官所 跡

#### 遺跡・古墳
現在古墳は300基以上確認されている
- 願成寺西墳之越古墳群 - 古墳111基
- 櫨山古墳群 - 古墳75基[74]
- 南高野古墳
- 中八幡古墳[75]
- 城ケ谷7号古墳
- 遠見塚古墳[76]
- 高畑遺跡 - 弥生時代・古代・中世
- 市場遺跡 - 縄文時代
- 二ノ井遺跡 - 中世
- 六之井深池遺跡[77]

#### その他名所
- 市橋港跡
- 池田恒興・元助父子の墓
- 稲葉一族・池田恒利の墓
- 土岐頼忠並びに一族之墓
- 国枝為助一族の墓
- 坂本積（苔の元）
- 乳くれ地蔵
- 谷汲巡礼街道 道標

#### 寺院
- 龍徳寺 - 美濃池田氏と稲葉氏の菩提寺。
- 善南寺 - 西美濃三十三霊場8番札所。
- 弓削寺 - 西美濃三十三霊場9番札所。
- 平安寺
- 安国寺
- 禅蔵寺
- 毘沙門院
- 光慶寺
- 善福寺

- 立斎寺
- 浄妙寺
- 善性寺
- 徳通寺
- 正林寺
- 涼雲寺
- 正光寺
- 浄徳寺
- 山呼荘

#### 神社
- 養基神社 - 式内社。旧社格は郷社。
- 熊野神社
- 神明神社
- 池野神社
- 白鳥神社
- 加茂神社
- 池野天満宮
- 菅原神社
- 六之井神社
- 八幡神社
- 天神神社

- 東野神社
- 十八社神社
- 白山神社
- 湯殿神社
- 萩宮神社
- 住吉神社
- 大神神社
- 稲荷神社
- 勝手神社
- 焼石神社
- 秋葉神社

### 伝統芸能
- 美濃池田ききょう太鼓
- 白鳥神楽
- 般若踊り
- 片山八幡神社市やま
- 下東野の市山からくり花火

### マラソン大会
- 池田さくらマラソン（旧：池田町ふれあい元旦マラソン）

### 祭事・イベント
- みの池田ふるさと祭り
- 池田さくら祭り
- 池野連担祭り

花火大会が開催される祭り
- 水郷まつり
- 東川ほたる祭り
- 西宮神社夏の花火大会

### 観光地
- 池田山
- 道の駅池田温泉
- 霞間ヶ渓
- 大津谷公園 - 大津谷公園キャンプ場・大津谷梅園
- 生活環境保全林「池田の森」 - 池田の森公園
- よってみーな池田[78]
- 極小美術館[79]

### 天然記念物
- ハリヨ - 池田町八幡のハリヨ繁殖地 - 岐阜県天然記念物
- 霞間ヶ渓 - ヤマザクラ群生地 - 国の名勝及び天然記念物
- 雲上の桜（別名 毘沙門さんの桜） - 国の名勝及び天然記念物
- 広葉杉 - 池田町天然記念物

### マスコットキャラクター
- ちゃちゃまる - 平成26年10月5日誕生

### 体操

#### マイソング体操
マイソング体操は、古くから池田町の小学校・中学校・町での行事において、ラジオ体操や準備体操の代わりに行われたりする町民体操である。
1988年(昭和63年) に高齢者向けの簡単にできる体操として、当時の池田町レクリエーション協会の方が「マイソング体操」を考案した。その後、1991年(平成3年) に同協会により、若年層も参加できるより動きのある体操に変更を加え「マイソング体操パートⅡ」が製作された。なお、パートIIのバックサウンドとして流れている曲は、「作曲:杉田二郎 GURIIN FIIRUZU」（JASRACの作品コード｢028-7080-1｣ ）である。
池田町内に多くの地区では、夏休みの早朝に行うラジオ体操で「ラジオ体操第一」の後、「ラジオ体操第二」を行わず「マイソング体操パートⅡ」 を代わりにすることも多々見受けられる。池田町の「池田町レクリエーション協会（普及会・リズム体操協会）」「池田スポーツクラブ」の方が町内の5つの小学校を訪れて指導する事も毎年行われている。さらに、池田町有線放送（2017年廃止）では、毎日午前10時と午後1時からの「リラックス・タイム」で放送されていた。
2012年に、ぎふ清流国体が行われた。開催前に、ぎふ清流国体推進局より、夏休みのラジオ体操に「ミナモ体操」実施のをするよう依頼を受けた。しかし、池田町では従来より 「NHKラジオ体操」と共に「マイソング体操」を実施してきたため、池田町PTA連合会は、池田町PTA連合会理事会で「ミナモ体操」の実施について各地区、各支部の判断に委ねるごとに決定した。主な理由は以下の通り。
マイソング体操パートⅡの構成は、以下の順序通り。
1. 足踏み（深呼吸をしながら手を上げ、横から下ろす）
2. 足踏み（両肩を上下しながら）
3. 足踏みを止めて、肩を左右交互に上下する
4. 肘を曲げて後ろに突き出すと同時に胸を張り、元に戻すのを繰り返す（足も交互に前出しながら）
5. 体を左右にひねる（両腕を曲げ、手をグーの形にし、ガッツポーズをした状態で、反動を2回した後、向きを交代）
6. 体を前に倒す（足を広げ体を90度曲げ、飛行機のように手を後ろに真っすぐ伸ばし、体の反動を2回した後元に戻る。これを繰り返す）
7. 肘を伸ばす（手をグにして、空に向かって肘を伸ばす。斜め上に向かって左右交互に）
8. 腕を回す（顔の前で大きく左右交互に、肘を伸ばし腕を回す）
9. 前に歩く→止まって両手を肩に当てる→両腕を空に向かって伸ばす→腕を下ろし、両手を肩に乗せる→横に両腕を広げる→腕を下げて元の場所に後進する→止まって両手を肩に当てる→両腕を空に向かって伸ばす→腕を下ろし、両手を肩に乗せる→横に両腕を広げる→腕を下げる→（これを繰り返す）
10. 片足を上げて、反対の片足の方向に向かってつま先で蹴る（左右交互に繰り返す）
11. もも上げ（左右交互に片足を上げ下げする。なお、上げた足の反対側の手を膝につけ、もう1つの手は横に広げる。繰り返す)
12. ※ここから最初の動作(1から11)をもう一度繰り返す。
13. 深呼吸（ゆっくり両腕を大きく上げて下ろす。これを繰り返す）

## 著名な出身者
- 稲葉良通（戦国武将）
- 石原詢子（演歌歌手）-五木ひろし、鈴木ちなみ、流れ星らとともに飛騨・美濃観光大使を務める。
- 西科仁（喜劇俳優）
- 風船太郎（大道芸人） - 事務所の本社を町内に置いている。
- 松原智恵子（女優・タレント）
- 河村目呂二（芸術家）
- 野口美穂（バイリンガルアナウンサー、Googleマップのナビ音声担当[92]）
- 増田夕華（女子競輪選手、2021ガールズ フレッシュクイーン優勝）
- 河村一輝（陸上競技選手、第105回日本選手権1500m走優勝）
- 平本梨々菜（バドミントン選手、2024年世界ジュニア女子ダブルス女王）
- 野村明日香（元バレーボール選手、第1回世界U23女子バレーボール選手権銅メダル）
- 佐々木宏一郎（元プロ野球選手）
- 今西龍（日本の朝鮮史家、京都帝国大学教授）
- 大西暢夫（写真家・映画監督）
- 坪井伊助（竹の研究[93]）
- 吉安勘左衛門（池野商店街を開いた[94]）
- 如月れいな（イラストレーター）

### 名誉町民
- 渡邉信行（元池田町議会議員、元岐阜県議会議員）
- 五十川省五（瑞宝双光章授与、元池田町議会議員[95]）
- 堀島行真[96][97]（フリースタイルスキー選手、北京冬季五輪銅メダル）

## 池田町を舞台とした作品

### 音楽
- ほたるのふる里
  - 2003年にリリースされた石原詢子の楽曲。石原は本作品の表題曲「ふたり傘」で第54回NHK紅白歌合戦に出場した。
- 池田町の歌[98]
  - 池田町の町歌としても使用されている。（作詞:田中主一・補作詞:島田陽子・作曲:池田八声）

### 映画
- 安心して老いるために - 1990年に公開された羽田澄子監督のドキュメンタリー映画。
- 母を亡くした時、僕は遺骨を食べたいと思った - 2019年に公開された大森立嗣監督の映画
- ブルーヘブンを君に - 2021年に公開された秦建日子監督の映画。